# بابل (مازندران)
بابُل () نامور به شهر بهارنارنج و شهر جهانی تالاب‌ها مرکز شهرستان بابل می‌باشد. این شهر مرکزی مازندران در دوران زندیه، مرکز ولایت مازندران بود. بابل، مرکز منطقه ۱ مخابراتی کشور ایران و مرکز مخابرات استان مازندران می‌باشد. این شهر به دو منطقه شهری تقسیم می‌شود. مردم بابل از قومیت طبری هستند که ریشه در قوم تپوری دارند و به زبان مازندرانی صحبت می‌کنند. جمعیت شهرِ بابل در سرشماری سال ۱۳۹۵ برابر با ۲۵۰٬۲۱۷ نفر و جمعیت شهرستان بابل ۵۳۱٬۹۳۰ نفر بوده است. 
بابل یکی از شهرهای مهم شمال کشور از جنبه‌های تجاری، سیاسی، فرهنگی، درمانی، کشاورزی و دانشگاهی است. بابل دارای پیشینه‌ای قابل توجه می‌باشد، در گذشته به دلیل تجارت و عبور و مرور تاجران و بازرگانان در این شهر، آن را بارفروش می‌خواندند. بابل دارای ۲۰ دانشگاه و مؤسسه آموزش عالی است که مهم‌ترین دانشگاه این شهر دانشگاه صنعتی نوشیروانی از برترین دانشگاه‌های ایران در رتبه‌بندی مؤسسه بین‌المللی تایمز می‌باشد. همچنین بابل اولین شهر شمال کشور است که دانشگاه علوم پزشکی سراسری در آن تأسیس شد.
این شهر در حد فاصل دریای مازندران و رشته کوه البرز و ۱۷۸ کیلومتری شمال شرقی تهران (پایتخت ایران)، واقع شده است.

## نام‌شناسی

### وجه تسمیه بابل
بابل به معنی «جایی که آب فراوان دارد» است. بر اساس پژوهش‌های به‌دست آمده، نام «بابُـل» از دو تکواژ «با» و «بُل» تشکیل شده است. در گذشته تکواژ «با»، در لغت به معنی هر چیز مایع و در کاربرد روزانه به معنی «آب» استفاده می‌شد. کلمه «باران» یعنی «آبی که رانده می‌شود»، گواه این مطلب است. تکواژ «بُـل» نیز به معنی «فراوان و بسیار» است. در سال ۱۳۷۲ تحقیقاتی در مورد نام‌شناسی شهرهای باستانی مازندران به چاپ رسید که گویای این مطلب است. در کتاب حدود العالم (۳۷۲ ه‍.ق) نیز می‌آید: مامطیر شهرکیست با آب‌های روان و از وی حصیری خیزد سطبر و سخت نیکو که به تابستان به کار دارند» و در سخن اندر رودها می‌خوانیم: «و دیگر رودیست کی رود باوُل خوانند، از کوه قارن برود و بر مامطیر بگذرد و اندر دریای خزران افتد. از شواهد چنین برمی‌آید که از سده ۵ و ۶ ه‍.ق مامطیر رو به ترقی و توسعه نهاده، چنان‌که در اوایل سده هفتم بقول یاقوت حموی از جاهای برجسته طبرستان به‌شمار می‌آمد.
بر اساس روایت‌های محلی غیرمستند، پس از نفوذ بابی‌ها در شهر بارفروش در دهه ۱۲۶۰ قمری، در سال ۱۳۱۰ شمسی نام «بابل» به این شهر اطلاق شد. با این حال، این ادعا نیازمند تحقیقات بیشتری است و هیچ تأیید رسمی بر ارتباط نام «بابل» با حضور بابی‌ها در این منطقه وجود ندارد. در مقابل، برخی دیگر از محققان محلی بر این باورند که نامگذاری «بابل» به دلیل اسکان یهودیان اصفهانی در شهر بارفروش بوده است و انتخاب این نام اشاره‌ای به شهر تاریخی «بابل» (Babel) در عراق دارد. گفته می‌شود که در زمان انتخاب این نام، یهودیان نفوذ قابل‌توجهی در این شهر داشته‌اند.
برای درک بهتر نام «بابل» در عراق، باید اشاره کرد که در سال ۵۹۷ پیش از میلاد، نبوکدنصر دوم، امپراتور بابل، سرزمین یهودیه را تصرف کرد و بسیاری از ساکنان آن را که قادر به کار بودند، به بابل، پایتخت امپراتوری کلدانیان، به اسارت برد. در نتیجه، یهودیه به یکی از ایالات دورافتاده امپراتوری بابل تبدیل شد.

### نام‌های پیشین

نخستین نقشه‌ای که نام شهر بابل را ذکر کرده، در کتاب «مسالک و الممالک» اصطخری به نگارش قرن چهارم قمری آورده شده. در این نقشه نام شهر به عنوان «مامطیر» میان دو نام «ساریه» و «میله» ذکر شده.

نام این شهر در روزگاران کهن مه میترا بوده است. در زبان‌های هند و اروپایی قدیم کلمه دیو به معنای خدا می‌باشد. مازندرانی‌ها در زمان گسترش آیین زرتشتی از پذیرش این آیین سر باز می‌زدند. در بخش‌هایی از مازندران مردم پیرو آیین «دیو یسنا» بودند و در برابر آیین جدید مقاومت می‌کردند.
در مرآة البُلْدَان در باب وجه تسمیه بارفروش‌ده آمده است: در قدیم دهی بوده و بارهایی که با کشتی از جاجی ترخان به بندر مشهدسر می‌آوردند به آن ده حمل نموده و می‌فروخته‌اند. لهذا این قریه موسوم به بارفروش‌ده شده است.
منطقه مامطیر در طول قرون متمادی میزبان تمدن‌های مختلفی بوده و افراد ثروتمند اموال خود را در اعماق زمین‌های این ناحیه ذخیره می‌کردند. از اوایل دوره صفویه، استخراج اشیای گران‌بها از این منطقه رواج یافت و این اشیاء به عنوان «بار» شناخته می‌شدند. همچنین، فروش این اشیاء در همان محل انجام می‌گرفت، به همین دلیل این منطقه به نام «بارفروش» معروف شد

### تغییر نام بابل و بابلسر
در تاریخ ۲۷ آبان ۱۳۱۰ همزمان با نقشه‌کشی از شهر بابل، به دستور رضاشاه پهلوی اول، نام این شهر از بارفروش به بابُل تغییر داده شد. ۵ سال پس از تغییر نام بابل، در تاریخ ۱۷ بهمن ۱۳۱۵ نام مشهدسر نیز به بابلسر تغییر یافت. نام بابُل و نام بابلسر از نام رودخانهٔ باوُل یا بابُل گرفته شده است که از میان این دو شهر می‌گذرد. پیش از این تغییر نام، مناطق و روستاهای تاریخی با نام‌های بابل‌کنار، بابل‌پشت، بابلکان، و… وجود داشت.

## جغرافیا

### آب و هوا
ارتفاع این شهر حدود ۲ متر از سطح دریاهای آزاد پایین‌تر است. شهر بابل بین ۳۶ درجه و ۳۴ دقیقه و ۱۵ ثانیه عرض شمالی و ۵۲ درجه و ۴۴ دقیقه و ۲۰ ثانیه طول شرقی از نصف‌النهار گرینویچ واقع شده است و با تهران ۵ دقیقه و ۱۵ ثانیه اختلاف ساعت دارد.

#### بادها
از بادهای مهم و فصلی این منطقه می‌توان به مواردی اشاره کرد:
سورتوک، از سیبری در زمستان، باد خوش آباد، دره نور، اوزروا، گیل وا، بادسام

### رودخانه‌ها
بابلرود: این رود از رودهای پرآب استان، در شهرستان بابل است که از کوه‌های سوادکوه سرچشمه می‌گیرد و شاخه‌های دیگر این رود شامل رودخانه‌های سجادرود، کلارود، متالون، کاری، خرون، ازرو، بابلک، اسکلیم، چادرکا و… است. این رود ۷۸ کیلومتر طول دارد که پس از گذر از غرب شهرستان بابل و آبیاری شالیزارهای بابل، در بابلسر به دریای مازندران می‌ریزد. مصب این رود محل خوبی برای تفریحات آبی است. عمق این رود در قسمت‌های مرکزی بسیار کم و در هنگام ریختن به دریا بسیار زیاد است.

### موقعیت جغرافیایی
شهر بابل در ۱۷ کیلومتری جنوب دریای مازندران و ۲۵ کیلومتری شمال رشته کوه البرز قرار دارد و بابلرود نیز از میان این شهر می‌گذرد. قرار گرفتن ۲ بزرگراه در ۳۰ کیلومتری غربی(هراز ۷۷) و ۱۵ کیلومتری شرقی(فیروزکوه ۷۹) شهر بابل، جایگاه ویژه‌ای به موقعیت مکانی این شهر داده است. قرار گرفتن این شهر در مرکز مازندران اهمیت موقعیت مکانی این شهر را دو چندان کرده است. شهر توریستی بابلسر و دریای مازندران در شمال این شهر قرار دارند که این نیز از دیگر دلایل اهمیت موقعیت مکانی این شهر است.

### موقعیت
| نقشه استان مازندران به تفکیک شهرستان دریای مازندران رامسر تنکابن عباس آباد کلاردشت چالوس نوشهر نور محمودآباد آمل فریدون کنار سیمرغ بابلسر بابل قائم‌شهر جویبار سوادکوه شمالی سوادکوه ساری میان دورود نکا بهشهر گلوگاه سمنان تهران البرز گیلان گلستان قزوین |

#### ارتباط با دریا

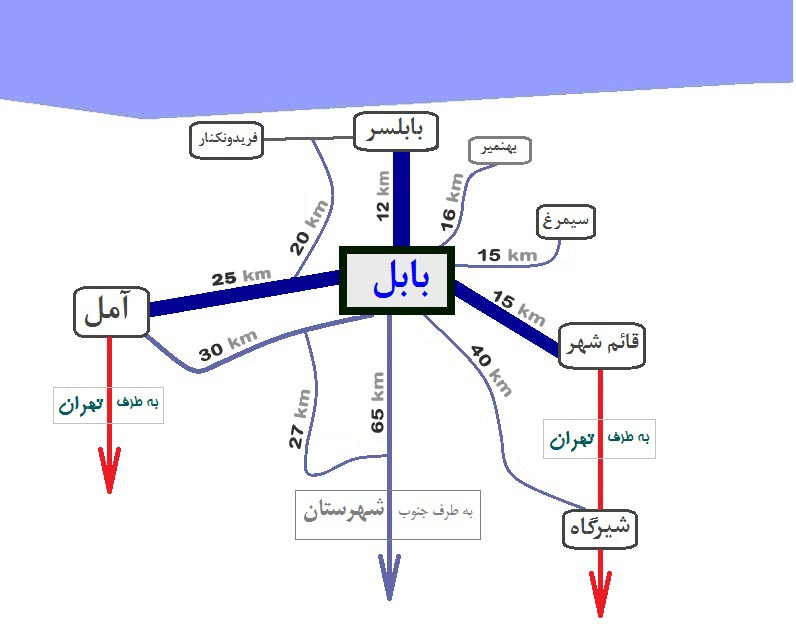
راه‌های ارتباطی شهرستان بابل

بابل می‌تواند از راه‌های مختلف با دریا ارتباط داشته باشد که عبارتند:
- مسیر اصلی، اتوبان بابل به بابلسر است که از شمال شهر بابل آغاز می‌شود و پس از گذر ۸ کیلومتر تا جاده ساحلی بابلسر ادامه دارد. این راه مطمئن‌ترین راه برای مسافران است.
- از دیگر راه‌ها می‌توان به جادهٔ زرگرشهرِ بابل (سپاه دانش) اشاره کرد که به مرز میان بابلسر و فریدونکنار می‌رسد. این جاده از زرگرشهرِ بابل شروع می‌شود. این مسیر حدود ۲۰ کیلومتر طول دارد. این راه در محدوده شهرستان بابل، دارای ۴ خط (۲ خط رفت و ۲ خط برگشت) و بدون تفکیک است. در خارج از محدوده بابل عرض جاده، ۲ خطه (۱ خط رفت و ۱ خط برگشت) می‌شود و تا جاده ساحلی دریا مازندران ادامه می‌یابد.
- راه دیگر جادهٔ بابل به بهنمیر است. این مسیر از شمال شرقی شهر شروع می‌شود و پس از گذر ۱۵ کیلومتر به شهر ساحلی بهنمیر ادامه می‌یابد. این راه یک جادهٔ ۲ خطه (۱ خط رفت و ۱ خط برگشت) و بدون تفکیک است که عرض آن ۷ متر است.

### محله‌های بابل

#### محله‌های قدیمی
افراداربن، یهودی محله، باقر ناظر، کاسگرمحله یا کوزه‌گرمحله، عطارمحله، حیدرکلا، آستانه، مسجد کاظم‌بیگ، سیب‌باغ، طوقداربن، بی‌سرتکیه، گلشن، شاه‌کلا، شاه‌زنگی یا مسجد جامع، شهدا یا درب‌الشهدا، برج‌بن، آقارودپیش، سرحمام آقاحسن، همت‌آباد، آهنگرکلا، چاله‌زمین، قصاب‌کلا، چهارشنبه‌پیش، کفشگرمحله، آب‌بخشان، درکه‌سر، پرک‌داربن، قورمش‌لو، بیدآباد، درویش‌خیل، عرب‌خیل، سنگ‌پل، سرحمام میرزا هادی، میان‌کت، ابوالحسن و ابوالحسین، دباغ‌خانه‌پیش، هسسکاکلا، نفتی‌محله، وک‌محله، بندارکلا، درزی‌کتی، سرحمام بیزن‌حاجی، صددستگاه، سبزه‌میدان، کمانگر، هفت‌تن، قاضی‌کتی، کشتارگاه، گله‌محله، بازگیرکلا، اوشیب، خشت‌کوره‌سر، هلی‌باغ، قراءکلا یا نوعلم، خورشیدکلا، نقیب‌کلا، پیرعلم، درویش تاج‌الدین، مومن‌آباد، ابومحله، سیدجلال، آزادبن، کتی، سید زین‌العابدین.

#### محله‌های جدید
باغ فردوس، موزیرج، امیرکبیر، صددستگاه، باغبان محله، لرمحله، چهل دستگاه، بحر ارم شرقی، بحر ارم غربی، حمزه‌کلا، بزاز، اسلام، اکبرین، حکیم آباد، شهرک فرهنگیان، شهرک طالقانی، شهرک اندیشه، شهرک آزادگان، شهرک نیلوفر، شهرک تاکسیرانی، شهرک فرامرزی، شهرک کاظم بیگی، شهرک سعدی، شهرک بهمن، شهرک دانش، شهرک بهزاد، شهرک ارم، شهرک فاطمیه، شهرک آرزو، شهرک شمال، شهرک امام، شهرک گلسار و..

#### بزرگراه‌ها، بلوارها و خیابان‌ها
بزرگراه حائری مازندرانی، بلوار طالقانی، بلوار طبرسی، بلوار نوشیروانی، بلوار کشاورز، بلوار امام رضا، بلوار ولی‌عصر، بلوار جانبازان، بلوار شهید بهشتی، بلوار میرزا کوچک‌خان، بلوار ساحلی، بلوار مادر، بلوار غدیر، بلوار شهید نژاداکبر، خیابان مدرس، خیابان شریعتی، خیابان شهید صالحی، خیابان مطهری، خیابان سید جمال‌الدین اسدآبادی، خیابان امیرکبیر خاوری، خیابان امیرکبیر باختری، خیابان تختی خاوری، خیابان تختی باختری، خیابان نواب (گلشن)، خیابان بسطامی، خیابان تربیت معلم، خیابان مصطفی خمینی، خیابان نبوت، خیابان فرهنگ، خیابان سعیدالعلما (بازار)، خیابان امام، خیابان رستگار، خیابان سرگرد قاسمی، خیابان روحانی، خیابان نیما، خیابان سعیدی، خیابان شهریارپوری و…

#### میدان‌ها
میدان شیر و خورشید، میدان کشوری، میدان کارگر، سبزه میدان، میدان باغ فردوس، میدان جمهوری، میدان ۷ تیر، میدان دانشگاه، میدان امام حسین، میدان شهیدان نجاریان، میدان سجودی، میدان اوقاف، میدان آستانه، میدان برج دیده‌بانی، میدان غدیر، میدان مادر، میدان انقلاب، میدان بزاز، میدان ششم بهمن، میدان ۱۷ شهریور، میدان امیرکبیر، میدان شهید صفایی

## مردم

### روز بابل
در چند سال گذشته طی فراخوانی از شهروندان خواسته شد پیشنهادهای خود را برای نامگذاری روز بابل ارائه کنند و در نهایت شورای فرهنگ عمومی شهرستان بابل در آبان ۱۴۰۱ با نظر اکثریت، ۱۵ آبان زادروز سید حسین فلاح نوشیروانی نیکوکار بزرگ و نامی بابل را به عنوان روز بابل نامگذاری کرد. با توجه به هم‌نشینی روز بابل و روز مازندران (۱۴ آبان) و فاصله یک روزه میان آن‌ها، این روز در هفته مازندران قرار گرفته است و برنامه مشترکی در این روزها برگزار می‌شود.

### قومیت
مردم بابل از قومیت طبری هستند و ریشه در قوم باستانی تپوری (به یونانی: Τάπυροι) دارند.

### زبان
مردم بابل به گویش بابلی که گویشی از زبان مازندرانی می‌باشد صحبت می‌کنند.گویش بابلی پر گویشورترین گویش از گویش‌های زبان مازندرانی می‌باشد. گویش بابلی در سه شهرستان بابل، بابلسر و فریدونکنار صحبت می‌شود. بابلی‌ها در سخن گفتن به زبان تبری، سریع البیان بوده و در محاوره، از حرف «وَ /va/»، که جنبه تأکیدی دارد، استفاده می‌کنند.

### جمعیت
در سرشماری سال ۱۳۹۵، جمعیت شهر بابل ۲۵۰٬۲۱۷ تن (۸۱٬۵۷۲ خانوار) و جمعیت شهرستان بابل ۵۳۱٫۹۳۰ تن اعلام شد.

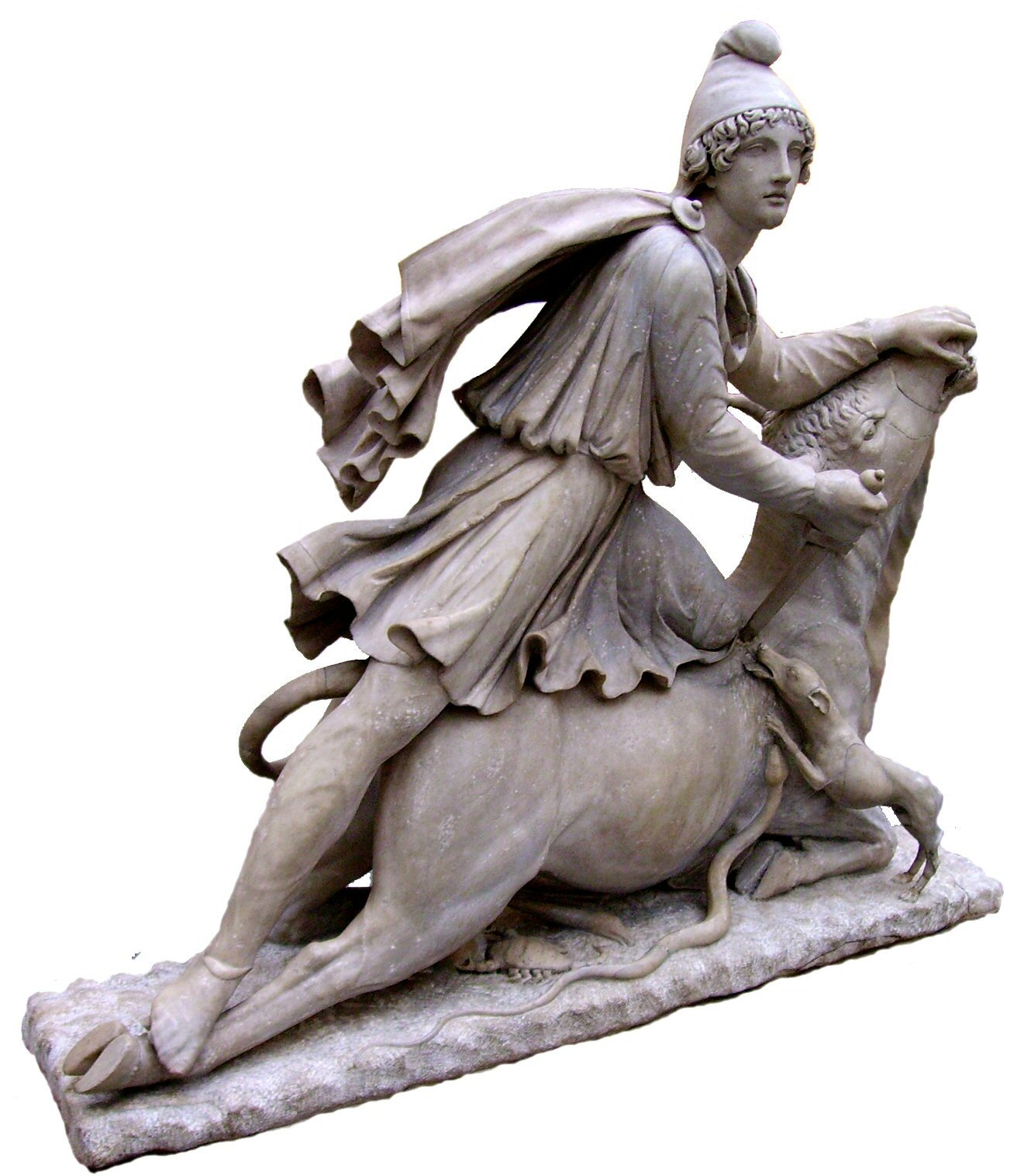
تندیس میترا در موزه برتانیا

| مردان  | سن           | زنان   |
| ------ | ------------ | ------ |
| ۲۹۷    | بالای ۸۵ سال | ۴۳۱    |
| ۱٬۰۶۲  | ۸۰–۸۴        | ۱٬۲۹۲  |
| ۲٬۲۵۶  | ۷۵–۷۹        | ۲٬۶۵۶  |
| ۴٬۱۲۷  | ۷۰–۷۴        | ۴٬۰۴۹  |
| ۵٬۳۶۱  | ۶۵–۶۹        | ۶٬۱۱۷  |
| ۷٬۳۵۹  | ۶۰–۶۴        | ۷٬۵۸۸  |
| ۱۰٬۹۳۹ | ۵۵–۵۹        | ۱۱٬۰۴۷ |
| ۱۷٬۱۸۹ | ۵۰–۵۴        | ۱۵٬۹۱۸ |
| ۲۱٬۵۰۶ | ۴۵–۴۹        | ۲۲٬۱۰۲ |
| ۲۵٬۵۳۴ | ۴۰–۴۴        | ۲۵٬۵۱۵ |
| ۲۸٬۳۳۸ | ۳۵–۳۹        | ۲۸٬۴۷۴ |
| ۲۷٬۵۱۰ | ۳۰–۳۴        | ۲۷٬۸۰۶ |
| ۳۲٬۸۶۳ | ۲۵–۲۹        | ۳۴٬۳۸۹ |
| ۳۷٬۹۲۷ | ۲۰–۲۴        | ۴۰٬۲۲۰ |
| ۳۲٬۶۹۴ | ۱۵–۱۹        | ۳۶٬۲۰۶ |
| ۲۶٬۶۶۴ | ۱۰–۱۴        | ۲۶٬۷۳۳ |
| ۲۰٬۳۷۰ | ۵–۹          | ۱۹٬۵۵۶ |
| ۲۰٬۰۶۹ | ۰–۴          | ۱۹٬۰۳۳ |

### دین
پیش از ورود اسلام به ایران، ساکنان این منطقه پیرو آیین میتراییسم (آیین مهرپرستی) بودند. وجود دو آتشکده بزرگ منطقه، در این شهر سبب نامگذاری این شهر به مه میترا [جایگاه میترا(خدای راستی و مهربانی) بزرگ] شد. آتشِ این آتشکده همیشه در روز و شب برای دید مردم روشن بود. بقایای موجود از این دو آتشکده و وجود محله‌هایی با نام‌های خورشیدکلا، روشن آباد، برج بن و … گویای این ادعاست.
پس از ورود اسلام، مردم منطقه بعد از اندکی مقاومت به این آیین روی آوردند. پیش از انقلاب اسلامی ایران، اقلیت مذهبی نسبتاً بزرگی در بابل ساکن بودند که پیرو آیین یهودییت بودند که پس از پیروزی انقلاب اسلامی کوچ کرده‌اند.

در حال حاضر بیشتر مردم بابل مسلمان و پیرو مذهب شیعه دوازده امامی هستند.

## تاریخچه

### دوران باستان

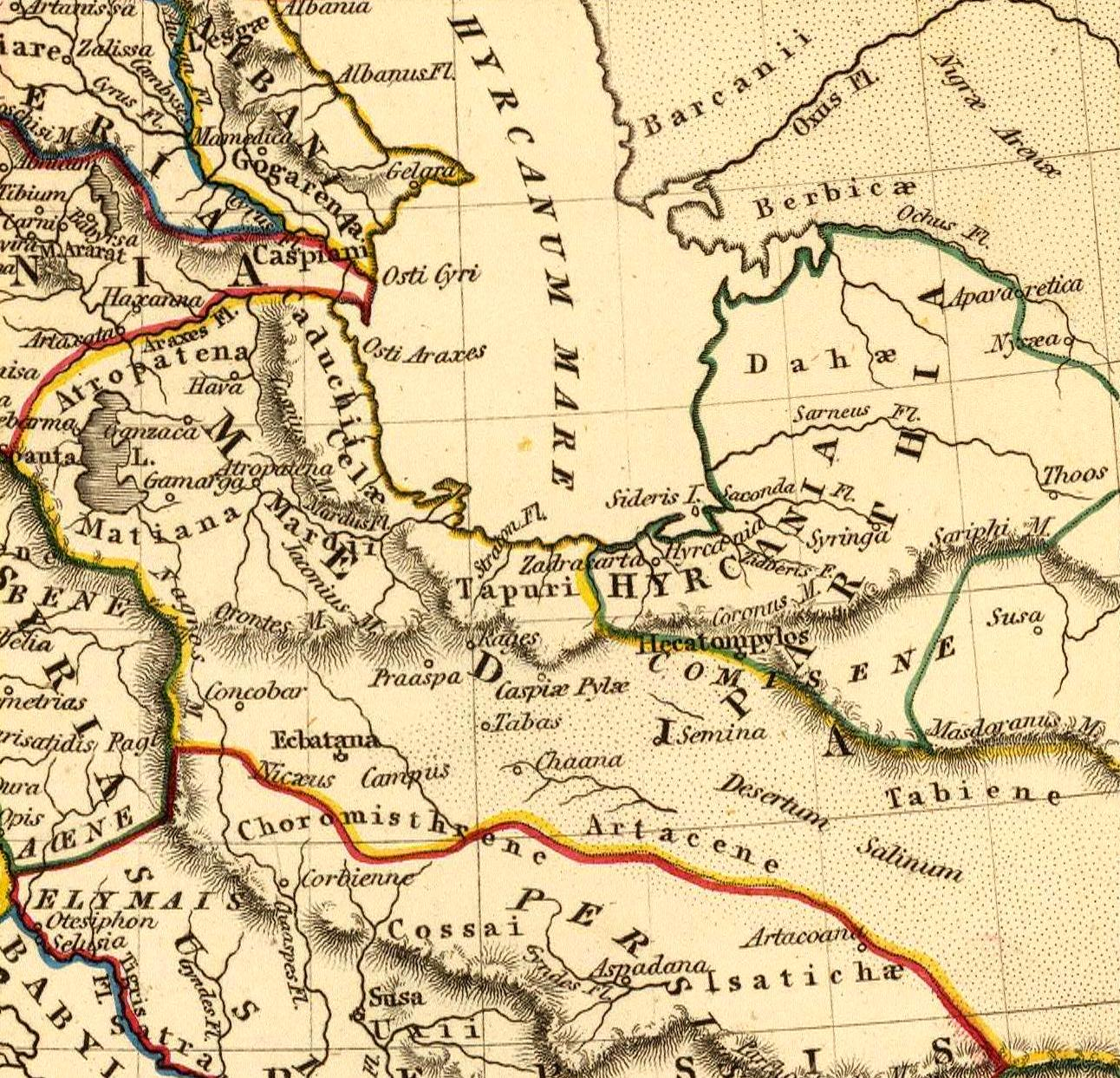
موقعیت تپورها در قرن دوم قبل از میلاد، از شرق سپیدرود تا هیرکانیا

استان مازندران پیش از اسلام تپورستان (به پهلوی: ) نامیده می‌شد که برگرفته از نام قوم تپوری (به یونانی: Τάπυροι) می‌باشد که پس از اسلام قوم طبری نام گرفتند و سرزمینشان طبرستان نامیده شد.
به گفته واسیلی بارتلد تپوری‌ها در قسمت جنوب شرقی ولایت سکونت داشتند و در قید اطاعت هخامنشیان درآمده بودند و آماردها مغلوب اسکندر مقدونی و بعد مغلوب اشکانیان شدند و اشکانیان در قرن دوم ق. م آنها را در حوالی ری سکونت دادند و اراضی سابق آماردها به تصرف تپوری‌ها درآمد و بطلمیوس در شرح دیلم یعنی قسمت شرقی گیلان در ساحل بحر خزر فقط از تپوری‌ها نام می‌برد. به گفته مجتبی مینوی قوم آمارد و قوم تپوری در سرزمین مازندران می‌زیستند و تپوری‌ها در ناحیه کوهستانی مازندران و آماردها در ناحیه جلگه‌ای مازندران سکونت داشتند. در سال ۱۷۶ ق. م فرهاد اول اشکانی قوم آمارد را به ناحیه خوار کوچاند و تپوری‌ها تمام ناحیه مازندران را فرو گرفتند و تمام ولایت به اسم ایشان تپورستان نامیده شد. سرزمین لنگا و تنکابن بخشی از سرزمین دو قوم تپوری و آمارد بود.
ویلیام اسمیت در فرهنگ لغت جغرافیای یونان و روم می‌نویسد: تپورها قومی بودند که محل سکونت آنها در دوره‌های مختلف تاریخ به نظر می‌رسد در امتداد فضای وسیعی از کشور از ارمنستان به سمت شرق تا آمودریا گسترش یافته بود. استرابون آنها را در کنار دروازه‌های کاسپین و ری، در پارت و بین دربیک و هیرکانی و همراه با آماردی‌ها و سایر مردم در امتداد سواحل جنوبی دریای مازندران قرار می‌دهد که آخرین دیدگاه یعنی سکونت در امتداد سواحل جنوبی دریای مازندران مطابق نظر کوینت کورس و دیونیسوس و پلینی هم می‌باشد. بطلمیوس در جایی آنها را در زمره اقوام سرزمین ماد به حساب می‌آورد و در جایی دیگر آنها را به مارگیانا نسبت می‌دهد. تپوری‌هایی که در پلینی و کوینت کورس به آنها اشاره می‌کند شکی در آن نیست که ناحیه کنونی طبرستان نام خود را از آنها گرفته است. آلیان توصیف عجیبی از تپوری‌هایی که در ماد زندگی می‌کردند ارائه می‌دهد.

### بابل در متون تاریخی
نخستین مورخانی که از مامطیر یاد کرده‌اند ابن رسته و ابن فقیه (۲۹۰ ه‍.ق) می‌باشند. همچنین نویسندگانی مثل اصطخری (۳۴۰ ه‍.ق) به صورت ممطیر و مامطیر ابن حوقل (۳۷۶ ه‍.ق) به صورت مامطیر از این شهر نام برده‌اند.
در کتاب حدود العالم (۳۷۲ ه‍.ق) نیز می‌آید: مامطیر شهرکیست با آب‌های روان و از وی حصیری خیزد سطبر و سخت نیکو که به تابستان به کار دارند» و در سخن اندر رودها می‌خوانیم: «و دیگر رودیست کی رود باوُل خوانند، از کوه قارن برود و بر مامطیر بگذرد و اندر دریای خزران افتد. از شواهد چنین برمی‌آید که از سده ۵ و ۶ ه‍.ق مامطیر رو به ترقی و توسعه نهاده، چنان‌که در اوایل سده هفتم بقول یاقوت حموی از جاهای برجسته طبرستان به‌شمار می‌آمد.
مقدسی (۳۷۵ ه‍.ق) مامطیر را شهری از قصبه آمل می‌شمارد و مامطیر و ممطیر را دو شهر جداگانه می‌پندارند.

### وجه تسمیه مامطیر
ابن اسفندیار دربارهٔ بنای مامطیر و نام آن می‌آورد: چون امام حسن ابن علی (ع) در زمان خلافت عمر به مامطیر رسید و مالک اشتر نخعی و سپاه عرب با او بودند آن موضع که مامطیر است به چشم امام حسن ابن علی (ع) دلگشای و نزه آمد، آبگیرها و مرغان و شکوفه‌ها و ارتفاع بقعه و نزدیک به ساحل دریا دید گفت: بقعه طیبه ماء و طیر، از آن تاریخ مختصر عمارتی پدید آمد تا به عهد محمدابن خالد که والی ولایت بود، بازار فرو نهاد و بیشتر عمارت فرمود در سنه ستین و مایه مازیار بن قارن مسجد جامع بنیاد نهاد و شهر گردانید.

ولی اولیاءاله آملی می‌آورد: در عهد خلافت اصحاب از قبل خلفای راشدین، هیچ‌کس، تخصیص به تبرستان نیامد و آنچه در تاریخ تبرستان مسطور است که در ایام خلافت عمربن الخطاب امام ابومحمدالحسن علی (ع)، و عبداله ابن عمر، و مالک بن حارث الاشتر و قسیم بن العباس به تبرستان آمده‌اند به حقیقت اصلی ندارد. در این باره اختلاف نظر زیادی وجود دارد. از جمله آنکه عده‌ای فتح طبرستان را در زمان عثمان می‌دانند نه به عهد خلافت عمر؛ و عده‌ای از مورخان نیز حضور امام حسن را در فتح طبرستان صریحاً نفی کرده‌اند و عده‌ای دیگر به حضور آن حضرت در فتح طبرستان اشاره‌ای نمی‌کنند. اما براساس مدارک به دست آمده نام مامطیر در یک واقعه تاریخی مربوط به سال (۲۵۰ ه‍.ق) هنگام قیام حسن بن زید علوی (داعی کبیر) ضد حکمران عرب طبرستان آمده است.

### وجه تسمیه مامیترا
بعضی از متاخران از دو کلمه (ممطیر) و (مه میترا) چنین نتیجه گرفته‌اند که: شهر بابل امروزی شهری بود پاک و مقدس، در نزدیکی‌های دریا و برای جای داشتن (میترای بزرگ) یا (آتشکدهٔ میتر)، بومیان آن را (مه‌میترا) یا جایگاه میترای بزرگ می‌نامیدند. از سال (۲۵۰ ه‍.ق) به بعد نام مامطیر در اغلب حوادث طبرستان عنوان می‌شود که در قرن پنجم و ششم، مامطیر رو به وسعت و آبادانی می‌رود به‌طوری‌که در اوایل قرن هفتم به روایت یاقوت حموی از نقاط معتبر طبرستان به‌شمار می‌آید.

### موقعیت مامطیر در طبرستان

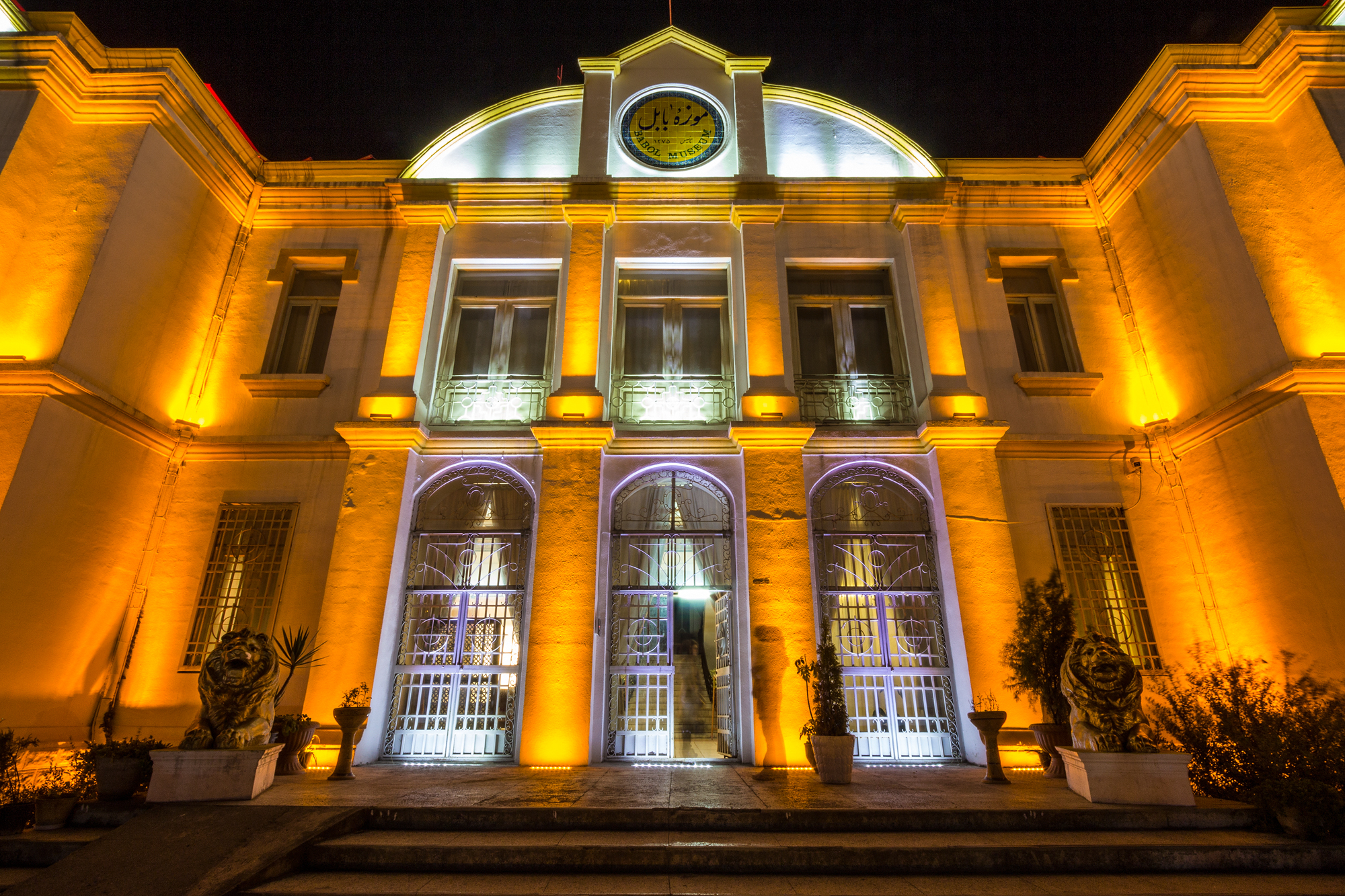
موزه بابل

از مامطیر به عنوان یکی از شهرها و نواحی طبرستان یاد شده است.
ابن رسته مورخ قرن سوم، طبرستان از جانب مشرق به گرگان و قومس و از طرف مغرب به دیلم و از طرف شمال به دریا و از طرف جنوب به به بعضی از نواحی قومس و ری محدود می‌شود. به گفته ابن رسته مراکز و بخش‌های طبرستان چهارده تا است و خورهٔ آمل که کرسی و مرکز آن ناحیت است و شهرهایش عبارتند از: ساری و مامطیر و تُرنجه و روُبست و میله و مرارکدیه (کدح) و مِهروان و طَمیس و تَمار و ناتل و شالوس (چالوس) و رویان و کلار.
اصطخری می‌نویسد: آمل، ناتل، سالوس (چالوس)، کلار، رویان، میله، برجی، چشمهٔ‌الهم، ممطیر، ساری، مهروان، لمراسک و تمیشه در شمار طبرستان است.
ابن حوقل در وصف طبرستان می‌نویسد: بزرگ‌ترین شهر طبرستان شهر آمل و در زمان ما حاکم نشین آنجاست. از پلور تا آمل یک منزل است و از آمل به شهر میله دو فرسخ و از میله تا تریجی دو فرسخ و از تریجی به ساری یک منزل و از ساری تا استرآباد چهار منزل و از استرآباد تا گرگان دو منزل راه است و از آمل تا ناتل یک منزل و از ناتل تا چالوس یک منزل و به سمت دریا تا عین الهم یک منزل است. ابن حوقل می‌نویسد: شهرهای آمل، شالوس (چالوس)، کلار، رویان، میله، تریجی، عین الهم، مامطیر، ساریه و طمیسه جز ولایت طبرستان است.
مقدسی نیز در احسن التقاسیم فی معرفة الاقالیم «جرجان، طبرستان، دیلمان و جیلان» را در اقلیم پنجم عالم معرفی کرده است. مقدسی همچنین طبرستان را دارای کوه‌های بسیار و باران فراوان، وصف کرده و آمل را مرکز طبرستان و چالوس، مامَطیر، تُرنجَه، ساریه، تمیشه و… را از شهرهای طبرستان دانسته است.
به نقل از حدود العالم تمیشه، لمراسک، ساری، مامطیر، تریجی، میله، آمل، الهم، ناتل، رودان، چالوس و کلار در شمار طبرستان هستند. به گزارش مؤلف حدود العالم ناتل، رودان، چالوس و کلار شهرک هایی‌اند اندر کوه و شکستگی‌ها و این ناحیتی است هم از طبرستان و لکن پادشاهی دیگر است و پادشاه آن استندار خوانند.
ابوالقاسم بن احمد جیهانی در کتاب اشکال‌العالم می‌نویسد: از شهرهای طبرستان: آمل، ناتل، سالوس (چالوس)، کلارودان، عین‌الهم، مامطیر، ساری، تمیشه، استرآباد، جرجان، آبسکون و دهستان است. راه آمل به دیلم، آمل تا ناتل از آنجا تا سالوس و از آنجا تا کلار و از آنجا تا دیلم است. رابینو می‌نویسد: وسعت دیلم تا بیش از یک منزلی مغرب ناحیه کلار طبرستان نبوده است. حمزه اصفهانی مورخ قرن سوم در کتاب سنی ملوک الارض و الانبیا می‌نویسد: طبرستان دارای کوره‌های بسیار بود که یکی از آنها سرزمین دیلم است و ایرانیان دیلمیان را اکراد طبرستان می‌نامیدند چنان‌که عربان مردم عراق را اکراد سورستان می‌خواندند.
ابن اسفندیار طبرستان را از شرق تا غرب، محدود به دینارجاری تا ملاط دانسته، که معادل تقریبی جرجان و رودسر کنونی هستند. ابن اسفندیار در کتاب تاریخ طبرستان از شهرهای طبرستان که دارای جامع و مصلی بودند چنین نام می‌برد: به هامون آمل، ساری، مامطیر، رودبست، تریجه، میله، مهروان، اهلم، پای‌دشت، ناتل، کنو، شالوس (چالوس)، بیخوری، لمراسک، طمیش و به کوهستان کلار، رویان، نمار، کجویه، ویمه، شلنبه، وفاد، الجمه، شارمام، لارجان، امیدوارکوه، پریم و هزارگری.
ظهیرالدین مرعشی در کتاب تاریخ طبرستان و رویان و مازندران می‌نویسد: حد طبرستان از طرف شرقی دیناره‌جاری و از طرف غربی ملاط که آن قریه شهر هوسم که اکنون به فرضه روده‌سر اشتهارد دارد. حد مازندران از طرف شرقی بیشه انجدان می‌باشد و از طرف غربی ملاط می‌باشد. حد گرگان حالیا که به استرآباد مشهور است و اصلاً دهستان می‌گفتند شرقی دیناره جاری است که حد شرقی تمام طبرستان است و غربی انجدان که حد شرقی مازندران است. به گفتهٔ ظهیرالدین مرعشی مازندران بخشی از طبرستان است و سرزمین طبرستان، گرگان و مازندران هر دو را در بر می‌گرفت.

### تیموریان
جوزفا باربارو دربارهٔ اوضاع مازندران و بارفروش‌ده در زمان تیموریان می‌آورد: مردم مازندران جنگجوترین مردم ایران به‌شمار می‌رفتند و تا مدتی نسبتاً مدید در برابر نیروی تیمور پایداری کردند شهرهای عمده آن عبارتست از ساری مرکز مازندران، بارفروش ـ بابل امروزی _که بیش از یکصد هزار تن جمعیت دارد و بارفروشده به عنون یک مرکز تجاری در زمان حکومت شاه عباس اول صفوی که مادرش از مرعشیان تبرستان بود، توسعه یافت.

غلامحسین افضل الملک که در سال نهم جمادی الاخر هزار و سیصد و بیست و دو از بارفروش دیدن می‌کند، دربارهٔ بنای این شهر می‌آورد: سابقاً اینجا ده بوده و در جزء جمع دفتری (بارفروش‌ده) نام اینجا بوده است. در عهد خاقان مغفور فتحعلی شاه قاجار آنجا را بنای شهر گذاشته‌اند و معابر صحیحه در آن قرار داده‌اند. تقریباً نود سال است که اینجا را ساخته‌اند. آنچه از منابع متعدد برمی‌آید نام بارفروش‌ده تا اواخر دوران صفویه به این منطقه اطلاق می‌گشت.

### زندیه

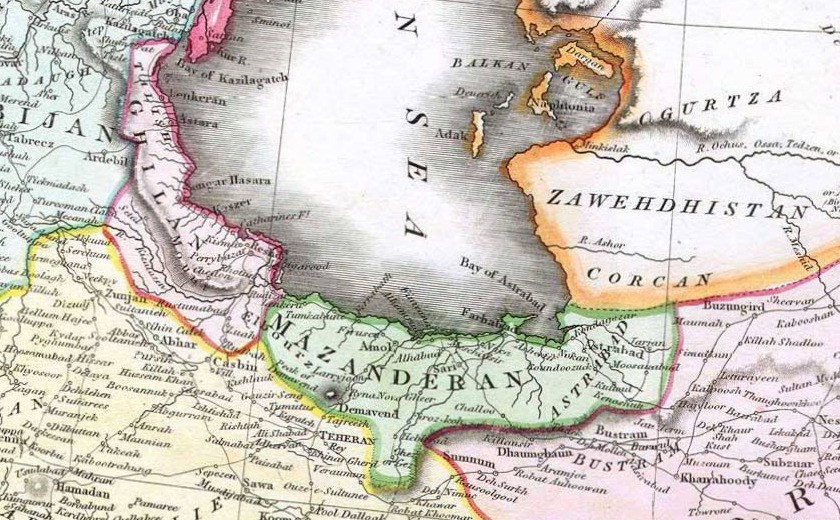
نقشه قدیم مازندران ۱۸۱۴ میلادی

در زمان زندیه و هنگام نقل فعالیت‌های آقا محمد حسن خان آغامحمدخان قاجار ذکر بارفروش بسیار به میان می‌آید و جالب توجه آنکه کلمهٔ ده از آخر آن برداشته شده است. گ. ملگونف، سیاح معروف که در سال‌های ۱۸۵۸ و ۱۸۶۰ میلادی از سواحل دریای خزر دیدن می‌کند می‌آورد: بابل پیش از انقلاب ۱۹۱۷ م‍ روسیه، یکی از مراکز بازرگانی مهم شمال کشور و محل واردات امتعهٔ خارجی و همچنین مرکز خرید محصولات طبیعی و مصنوعی قرای و قصبه‌های عمدهٔ مازندران محسوب می‌گردید و به همین لحاظ بارفروش نامیده شده بود. بعضی محققان را اعتقاد بر آنست که: از سدهٔ هشتم ه‍.ق یعنی از حکومت میرقوام‌الدین مرعشی، بارفروش دیه و از سدهٔ سیزدهم یعنی از زمان پادشاهی فتحعلی شاه قاجار بارفروش خوانده شده است.

حوادث سیاسی اواخر عهد زندیه نقطه عطفی در تاریخ بارفروش محسوب می‌شود. از سال ۱۱۶۵ ه‍. ق‍ که محمدحسن‌خان شکست سختی به سپاه کریم‌خان زند وارد آورد آهنگ مازندران کرد، از آن سال سرتاسر مازندران تحت سیطرهٔ محمدحسن‌خان درآمد. محمدحسن‌خان تا سال ۱۱۷۲ بر مازندران حکمرانی کرد. اما در پانزدهم جمادی‌الثانی ۱۱۷۲ جنگی بین وی و شیخعلی خان زند درگرفت با حمله شیخعلی خان محمدحسن‌خان عقب‌نشینی را ترجیح داد و از راه شاه عباسی به سوی استرآباد فرار کرد اما سبزعلی کرد و محمدعلی آقا جاردولو ـ یا به قولی رستم بیگ کرد مدانلو ـ سر وی را بردیدند و برای کریم‌خان به تهران فرستادند. از آن زمان به بعد بارفروش مورد توجه زندیان قرار گرفت تا وقتی که زندیه آن ایالت را فتح و پایتخت را به بارفروش منتقل کردند. موقعی که در سال ۱۷۷۱ م‍. سیاح معروف گملن از این حدود مازندران عبور می‌کرد ذکر می‌کند: پایتخت چنان‌که گفته شده به باروفروش انتقال یافته بود.

پس از بازگشت علی محمدخان زند در سال ۱۱۹۰ ه‍.ق به شیراز حسینقلی خان مجدداً پرچم خودسری برافراشت و صبحگاهی به‌طور پنهانی با سرعت هرچه تمامتر خود را به بارفروش مقر مهدی‌خان دادو رساند. حمله غافلگیرانه حسینقلی‌خان به بارفروش، مقر حکومت مهدی‌خان دادو» و برچیدن بساط حکومت وی، عصبانیت کریم‌خان را سبب شد، پس زکی خان را در سال ۱۱۹۰ ه‍.ق روانه مازندران کرد.

### قاجاریه

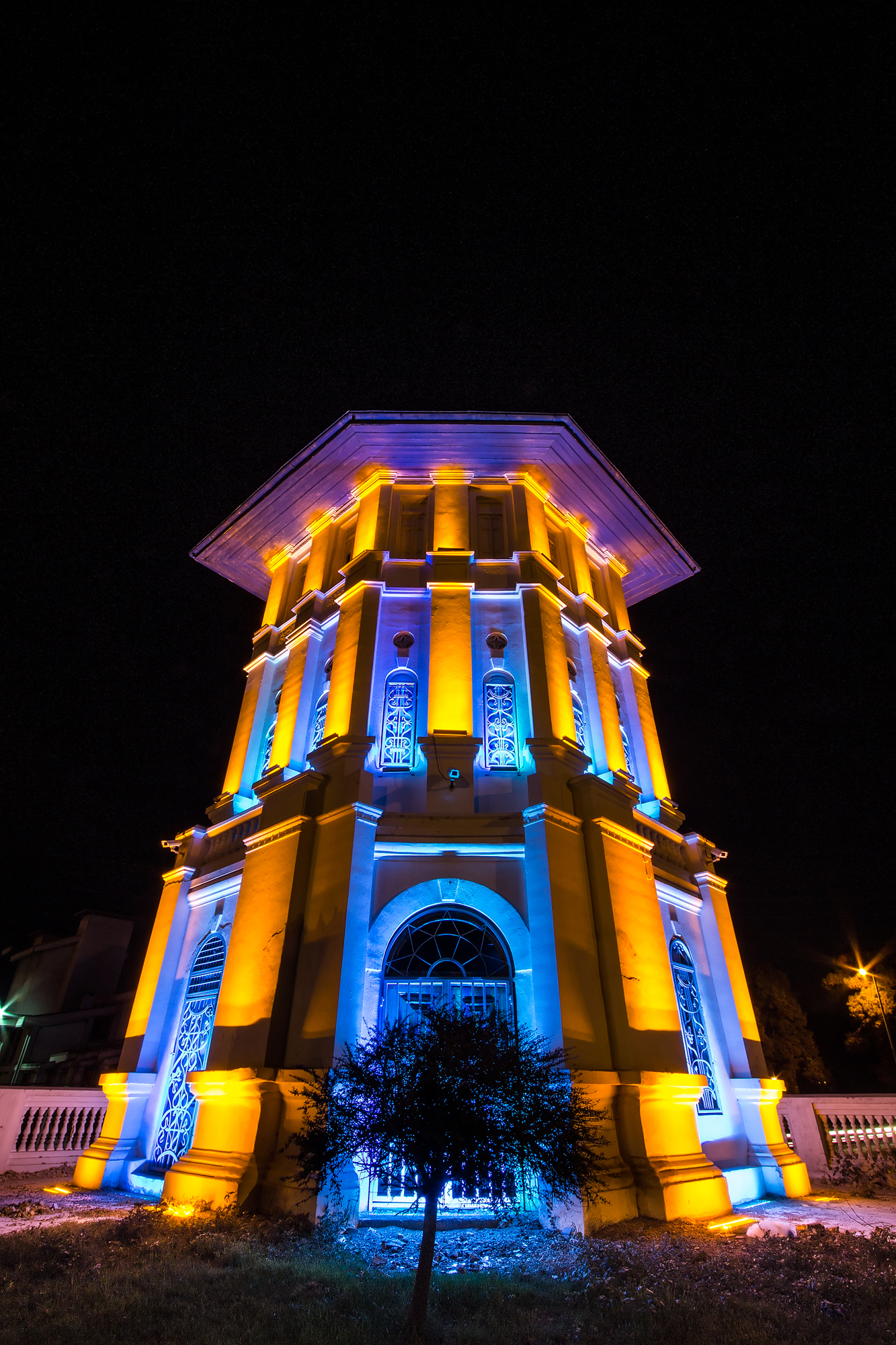
برج دیدبانی کاخ بابل، متعلق به دوره پادشاهی رضاشاه اول

مرگ کریم‌خان زند در سال ۱۱۹۳ ه‍.ق فرصتی پیش آورد تا آقامحمدخان پسر بزرگ محمدحسن خان قاجار که شانزده سال به عنوان گروگان نزد وی به سر می‌برد بتواند فرار کند آقامحمدخان در ۲۸ ذیقعده ۱۲۹۴ در بارفروش به انتظام امور پرداخت. اما رضاقلیخان قاجار به همدستی لاریجانی‌ها در ذیحجه ۱۱۹۵ ه‍.ق به بارفروش آمده و مقر آغامحمدخان قاجار را محاصره کردند؛ و آغامحمدخان را به اسارت درآوردند؛ ولی دوستداران آغامحمدخان در بندپی به بهانه مراقبت سخت‌تر از او، وی را به بندپی بردند. از سویی مرتضی قلیخان و مهدیقلیخان قاجار و مصطفی‌قلیخان قاجار پس از شنیدن خبر محاصرهٔ برادر بزرگ خود را به بارفروش رساندند و رضاقلیخان را برآن داشتند که خان ابدال خان را به جنگ ایشان بفرستد، اما شکست خورده و اسیر شد. دوستان آقا محمدخان پس از این ماجرا وی را با دویست تفنگچی به بارفروش بردند. آقامحمدخان تا صفر سال ۱۱۹۷ از دست برادران که علیه او دست به آشوب زده بودند آسوده شد و به استرآباد و پس از مدتی توقف در آنجا در ۲۳ ربیع‌الاول ۱۱۹۷ ه‍.ق به ساری بازگشت. همین که آغا محمدخان قاجار اساس حکومتش را در مازندران استحکام بخشید باز مرکز را بساری انتقال داد. گرچه تا اواخر دورهٔ قاجاریه ساری حاکم‌نشین مازندران بود اما به سبب وجود ادارات مالیه، اوقاف، تطمیه، کارگزاری، فایده‌های عامه و دربارفروش، این شهر اهمیت بسزایی در امور مازندران داشت.

در سال ۱۲۱۴ ه‍.ق فتحعلی شاه بعد از کشمکش با مدعیان قدرت، پسر یازده ساله خود محمدقلی میرزا را به حکومت مازندران منصوب کرد. در این زمان سپاهیان مازندرانی که به پیشنهاد قائم مقام جانباز خواندند در جنگ اول ایران و روس که در ۱۲۱۸ ه‍.ق/ ۱۸۱۲ م درگرفت شرکت داشتند. پادشاهی محمدشاه، فظعلی‌خان قراباغی ۱۲۵۱–۱۲۵۲ ه‍.ق به حکومت مازندران گمارده شد. از کتیبه‌ای در مسجد جامع بارفروش دانسته می‌شود که فظعلی خان به دستور محمدشاه، در سال ۱۲۵۱ ه‍.ق مالیات نانواها را ملغی کرده بود.

### بابل و فرقه بابیه
از وقایع مهم بارفروش در اوایل سلطنت ناصرالدین شاه (۱۲۶۴–۱۳۱۳) واقعه قلعهٔ شیخ طبرسی و فتنه بابی‌ها می‌باشد. پیروان سیدباب در هر ولایتی بنیاد ظهور و خروج نهادند و قصور خلافت و بروج نیابت خود را بزور بر کیوان عروج دادند. از شاهرود روی ببارفروش نهادند ـ در آن زمان مازندران حاکم نداشت و تنها شهر مازندران که وابستگی قومی و طایفه‌ای در آن دیده نمی‌شد بارفروش بود و ملامحمدعلی قدوس خود اهل بارفروش بوده است ـ و در خارج شهر و حوالی بحر ارم که معروف است بسبزمیدان رحل اقامت فروگرفتند.
سخنان آنطایفه را بجناب سعیدالعما بردند و بدیشان پاسخهای سخت آوردند و این طایفه به طریقه ارباب خروج با اسلحه در شهر و بازار آمد و شد گرفتند جناب سعید العلما و علمای مازندران اجتماع این طایفه غریبه را در آنولایت صلاح ندانستند و برخروج امر کردند. نقار و غبار در میانه پدید آمد سخنان نرم بدرشت کشید و ضرب زبان بزخم مشت انجامید عباسقلی‌خان سرتیپ لاریجانی بنامه سعیدالعما از این کارآگاه گشته تا ایشانرا از بارفروش بار بر خر نهاده دجال‌وار روانه دیار بوار نماید کار بنزاع و دفاع انجامید دوازده کس از بابیه مقتول شدند و چند تن از اینان زخمدار گشتند ملاحسین ـ بشرویه‌ای ـ و حاجی محمد علی مازندرانی که رؤسای آن گروه بودند مستدعی شدند که بجانب عراق روند سردار لاریجانی مضایقتی نکرد و برایشان سخت نگرفت از علی‌آباد ـ قائمشهر کنونی ـ بگذرانیده بعراق روانه سازد و ایشان کوچ دادند و روی براه نهادند چون بعلی‌آباد رسیدند خسرونامی قادی کلائی از قوای علی‌آباد بطمع اموال ایشان افتاده با جمعیتی دنبال آن کاروان گرفت و به اسم همراهی و محافظت رشوتی خواست آنان نیز مضایقه نکردند ولی طمع خسروگدا. طبع از کرم و درم آنان افزوده بود. ایشانرا از گذشتن منع کرد و بدان اموال امر نمود و دو تن از همراهان ملاحسین کشته شدند و قریب به غروب بمقبرهٔ شیخ طبرسی رسیدند متحیر ماندند از خسرو بیک و همراهان او نیز سخت خایف و مضطر شدند و خسرو اسب سواری ملاحسین را گرفتن خواست و در شمشیر او نیز طمع کرد ملاحسین بشرویه ـ بشرویه‌ای ـ تیغی بر خسرو راند که بخون غلطید و جمعی از موافقانش را نیز بکشت و معدودی فرار کردند.
ملاحسین که دید کار به اینجا کشیده شد از رفتن به عراق پشیمان شد و در محوطه مقبره مرقد شیخ طبرسی متحصن شد. بشروئی وقتی بآنجا آمد؛ وضعیت آن محل را چنین مناسب دید که آنجا را مرکز جنگ هولناک خود قرار دهد. پس شروع بساختن پناهگاه و کمینگاه‌ها و بلند ساختن برج‌ها و دیوارها کرد چون از ساختن قلعه و استحکامات فارغ شد شروع به جمع‌آوری اسلحه کردند، تکمیل مهمات، تمرین بابیان به طرز استعمال اسلحهٔ آتشی و شمشیر زدن و تهیه مهمات و ذخایر جنگی کرد پس پیروانش را به چند دسته تقسیم نمود و آن‌ها را به دهات و شهرهای اطراف فرستاد تا بقدر کفایت یکماه یا زیادتر گوسفند و خواربار و علوفه حیوانات خریداری نمایند وگرنه با غارت و چپاول تهیه سازند. آن‌ها این عملیات را در زمان کمی انجام دادند. آنگاه نواب و دعات خویش را باطراف فرستاد تا مردم را بسوی باب دعوت کنند.
چون خبر جماعت بابیه در شیخ طبرسی و دراز دستی ایشان در نهب و غارت اطراف مازندران گوشزد شاهنشان ایران ـ ناصرالدین شاه ـ گشت، فرمان داد که بزرگان مازندران لشکر آماده کرده بر ایشان بتازند و جهان را از وجود آن جماعت بپردازند اول آقا عبدالله برادر حاجی مصطفی‌خان هزار جریبی دویست نفر از مردم هزار جریب را منتخب ساخته با تفنگچی سورتی به ساری آمد و در آن جا میرزا آقا نیز از افاغنهٔ ساکن ساری و سوادکوه و ترک جمعیتی فراهم کرده به اتفاق تا علی‌آباد رفتند و از مردم علی‌آباد جماعتی نیز امداد ایشان کردند. جماعت بابیه بر آقاعبدالله بتاختند و مبارزتی سخت دست داده در آن نزاع سی نفر از تفنگچیان آقا عبدالله مقتول گشتند و باقی منهزم شدند ملاحسین بی‌ترس و بیم خود را به آقا عبدالله رسانیده و او را با تیغ دو نیمه کرد اول بار تفنگچیان را طعمهٔ شمشیر ساختند. پس به کار اهل قریه پرداختند و اناثأ و ذکورأ و صغارأ و کبارأ تمامی را با شمشیر و خنجر پاره‌پاره کردند. پس از آن آتش بدان قریه زدند و اموال و اثقال ایشان را غارت کردند چون خبر قتل آقا عبدالله و غارت افرا معرض شاهنشاه افتاد، شاهزاده مهدیقلی‌میرزا را به قلع آن‌ها مأمور ساخت ملاحسین و حاجی محمدعلی از حالت آن لشکر آگهی یافتند بابیهٔ از جان گذشته به عزم شبیخون طریق واسکس پیش گرفتند آتش در آن سرای انداخته تمامت آن عمارت با بهاربندی که یک طرف آن بود و عمارت حسینیه که در جنب آن بوده با جماعتی که در آن جاها مسکن داشتند، یکسره بسوختند و بعضی را هم کشتند و جسد ایشان را در آتش افکندند و جماعتی از تفنگچیان اشرف، در کنار لشکرگاه سنگری ساخته بودند گلوله بر سینهٔ ملاحسین آمده پس جسد او را در زیر دیوار مرقد شیخ طبرسی، با جامه و شمشیر به خاک سپردند چون مدت محاصرهٔ قلعه شیخ طبرسی وجلادت جماعت بابیه به چهار ماه کشید، شاهنشاه به اهل مازندران خشم فرموده، سلیمان خان افشار را فرمان داد تا با لشکر ی خونخوار به جانب مازندران روان شود پس از این واقعه، دیگر در قلعهٔ شیخ طبرسی برگ درخت و علف زمین و استخوان و چرم تمام شد و راه فرار مسدود گشت، ناچار جماعت بابیه زنهار طلبیدند سعیدالعلما و دیگر اهالی بر قتل حاجی محمدعلی و بزرگان بابیه فتوی دادند و گفتند بازگشت ایشان در شریعت مقبول نباشد و تمام را در سبزه میدان بارفروش مقتول ساختند. در این فتنه از جماعت بابیه هزار و پانصد نفر به معرض تلف درآدمدند.

اردوگاه ناصرالدین شاه قاجار در سبزه میدان بارفروش سابق

بین سال‌های (۱۲۶۷–۱۲۷۱ ه‍.ق) دو کارخانه شکر و قند در شهرهای ساری و بارفروش به سعی مصطفی‌قلی‌میرزا حاکم مازندران و ابتکارات صدراعظم معروف آن دوره ـ میرزاتقی‌خان امیرکبیرـ بنا شد و به اهمیت تجاری و بازرگانی شهرهای ساری و بارفروش افروده شد و بر اثر تجارت و بازرگانی فوق‌العاده بارفروش دولت روسیه بر اثر نفوذی که پس از عهدنامه ترکمانچای در ایران به دست آورده بود. یک نفر نماینده تجاری به نام آگنط ـ آگنت ـ در بارفروش داشت.
در بیستم ربیع الاول ۱۲۷۳ هجری قمری میرزا اسدالله وزیر برای سرکشی کارخانه شکرریزی دولتی به بارفروش آمد و در آنجا خبر فتح هرات توسط سپاهیان ایرانی به او رسید به همین مناسبت به دستور او و به اهتمام حاکم بارفروش ـ میرزا شفیع ـ شهر را چراغانی کردند و خود وی در مسجد جامع بارفروش حاضر شده و مژده این پیروزی را به مردم داد. میرزا شفیع به پاس کوشش‌هایی که در این باره انجام داد از طرف حاکم مازندران به یک «طاقه شال ترمه» مفتخر گردید.
مسعود میرزا ظل‌السلطان، که روزگاری والی مازندران بود در سال ۱۲۷۸ ه‍.ق دربارهٔ بارفروش می‌آورد: شهر دوم مازندران بارفروش است. این اسمی است با مسمی در اینجا رد و بدل و خرید و فروش می‌شود. در این شهر، از داغستانی و لزجی و اهل آذربایجان و عراقی و ارمنی و ترکمان و غیره و غیره، همه گروهی هستند، یک کمپانی روس هم هست برای ترویج تجارت و تربیت مردم تازه.
در سال ۱۲۹۲ ه‍.ق به دستور ناصرالدین شاه را ه مستحکم بارفروش و ساری و راه کالسکه رو با پل‌های مستحکم بین آمل و بارفروش ساخته شد؛ و علیرضاخان عضدالملک در مدت حکمرانی خود در زمان غلامعلی‌خان نظام السلطان نوری ۱۳۲۶ ه‍.ق حاکم مازندران، برای تشکیل انجمن ولایتی، از مجلس شورای ملی که به وی تلگراف شد

### بابل در زمان مشروطیت
مخبر انجمن ـ آقا حسن بادکوبه‌ای ـ بود که یادداشت‌های مهم روز را برای روزنامه «حبل‌المتین» می‌فرستاد. اعضای انجمن به دستور تلگرافی مجلس شورای ملی، آقایان مفتخرالممالک ـ شهریارپوری ـ و حاج ابراهیم ماهوت فروش را به سمت نمایندگی انتخاب و به تهران فرستادند. مخالفان برای کشتن علامه و معین التجار پافشاری می‌کردند. ـ و ـ آنان هم مجبور شدند خود را مخفی کنند. حسین لطیفی، حاجی کسروی و شعبان کوچک سرایی و چند نفر دیگر مأمور قتل علامه بودند. منزل علامه در محله آستانه در کوچه بن‌بستی بود، چند نفر هم مسلح، حفاظت از آن را به عهده داشتند. در یکی از شب‌ها آن‌ها حمله کردند، نگهبانان منزل متواری و ترورسیتها از پشت بام وارد خانه می‌شوند. در خانه بین محافظین جان علامه و تروریستها تیراندازی می‌شود، همسر مرحوم علامه از این موقعیت استفاده و نردبانی آماده می‌کند که علامه از گذرگاه ویژه‌ای به خانه یکی از همسایگان برود، همینکه علامه به آخرین پله نردبان می‌رسد، پایه نردبان می‌لغزد و علامه به زمین می‌افتد و دچار شکستگی فک و سر و بالاخره خون‌ریزی مغزی می‌شود و به فاصله یکی دو روز بعد درمی‌گذرد. در تشیع جنازه‌اش جز چند نفر از مشروطه خواهان کسی شرکت نمی‌کند.
بعد از این که کار مشروطه خواهان در تهران تا حدودی ضعیف شد و شاه بر ملت غلبه نمود، از مازندران به کلی اسم مشروطه برداشته شد؛ و در بارفروش هم «ملامحمدجان علامه» و معین التجار مشروطه‌خواه به سال ۱۲۸۸ ش/ ۱۳۳۰ ه‍.ق با توطئه مستبدین محلی به اسامی حاجی کسروی و حسین لطیفی و علیقلی گومیج و حسین نامی کشته شدند. در همین سال «خبر رسید که چند نفر از مجاهدین قفقازی به ریاست «پانوف» ـ پانف ـ نام بلغاری، از دریا با کشتی بخاری به بندر مشهدسر ـ بابلسر امروزی ـ سربرآمده، گمروک خانه و تیلگرافخانه را ضبط کرده، در گمروک خانه هرچه نقده بود گرفته، از طرف خودشان در گمروک آدم گذاشتهٔ بارفروش می‌آیند. پسر اسماعیل خان سوادگوهر با چند سوار جلوتر رفته در بارفروش در کاروان سرایی منزل داشت. مجاهدین رفته خواستند او را بکشند، ممکن نشده، آن‌ها خبر شده، سر دروازهٔ کاروان سرا را سنگر کرده دعوا و تیراندازی کردند. بعد از صرف تیر و تفنگ زیاد، پانوف زخمی‌شده برگشته به منزل شاه‌زاده اعظام السلطنه ـ و بعد با کمک مشروطه خواهان محلی به بندر گز روانه شدند، ورود آزادی خواهان به سرکردگی پانف از بندرگز به گرگان مورد استقبال مردم به رهبری شیخ محمدحسین روحانی مشروطه‌خواه قرار گرفت. در همان سال مردم بارفروش علیه یهودیان این شهر شوریدند و چهارده تن از یهودیان را کشتند.

### بابل در زمان متفقین
در شهریور ۱۳۲۰- قوای شوروی و انگلستان و به‌دنبال آن ارتش آمریکا از شمال و جنوب وارد ایران شد. در نتیجه دستگاه پادشاهی رضاخان فرو ریخت. مازندران مانند سایر استان‌های شمالی ایران به وسیله قوای شوروی اشغال شد ـ شهر بابل که مرکز اداری و قضایی مازندران غربی بود بتصرف سربازان روسی درآمد، قصر شاه، باغ وزیر جنگ، ـ یا باغ شاهنشاهی ـ از سه راه فرهنگ تا چهار راه فرهنگ و از سبزه میدان تا اول مخابرات و خیابان مدرس فعلی باغ‌های داداشپوری و اسدالله خانی و سایر ساختمان‌های مهم شهر و اطراف آن به وسیلهٔ قوای شوروی اشغال و پایگاه نظامی‌شد.
در آنزمان قویترین سازمان سیاسی ایران، حزب توده بود که این حزب در پیروی سیاست شوروی تلاش می‌کرد و شهرستان بابل از مراکز مهم حزب توده بوده است که وضعیت و سیاست فعال و تشکیلات وسیع و جا افتاده‌ای را دربرداشت و مبارزه علیه حزب مزبور در شهر بابل و دهستان‌های کوهستانی اطراف آن به ویژه در دامنهٔ کوه‌های بندپی وضع تدافعی بخود گرفته بود. در هشتم شهریور ۱۳۲۴ مصادف با بیست و یکم ماه رمضان وقایع زد و خورد حزب توده با جمعیتهای مخالف در شهر بابل که در پناه سربازان روسی انجام شده و عده‌ای از محترمین و مجاهدین بابل بازداشت شدند؛ ولی به‌تدریج ملی شدن نفت در سراسر ایران در سرلوحه کارهای سیاسی کشور قرار گرفت. در ۲۸ تیرماه ۱۳۲۹ لایحه قرار داد الحاقی نفت گس- گلشاییان از سوی دولت ساعد به مجلس داده شد در استان‌های کشور از جمله در مازندران و شهرهای آن به ویژه در شهر بابل روحانیونی به جمعیت ایرانی هواداران صلح پیوستند و اعلامیه‌ها و بیانیه‌هایی را امضا و منتشر کردند.

### بابل در مرکزیت مازندران

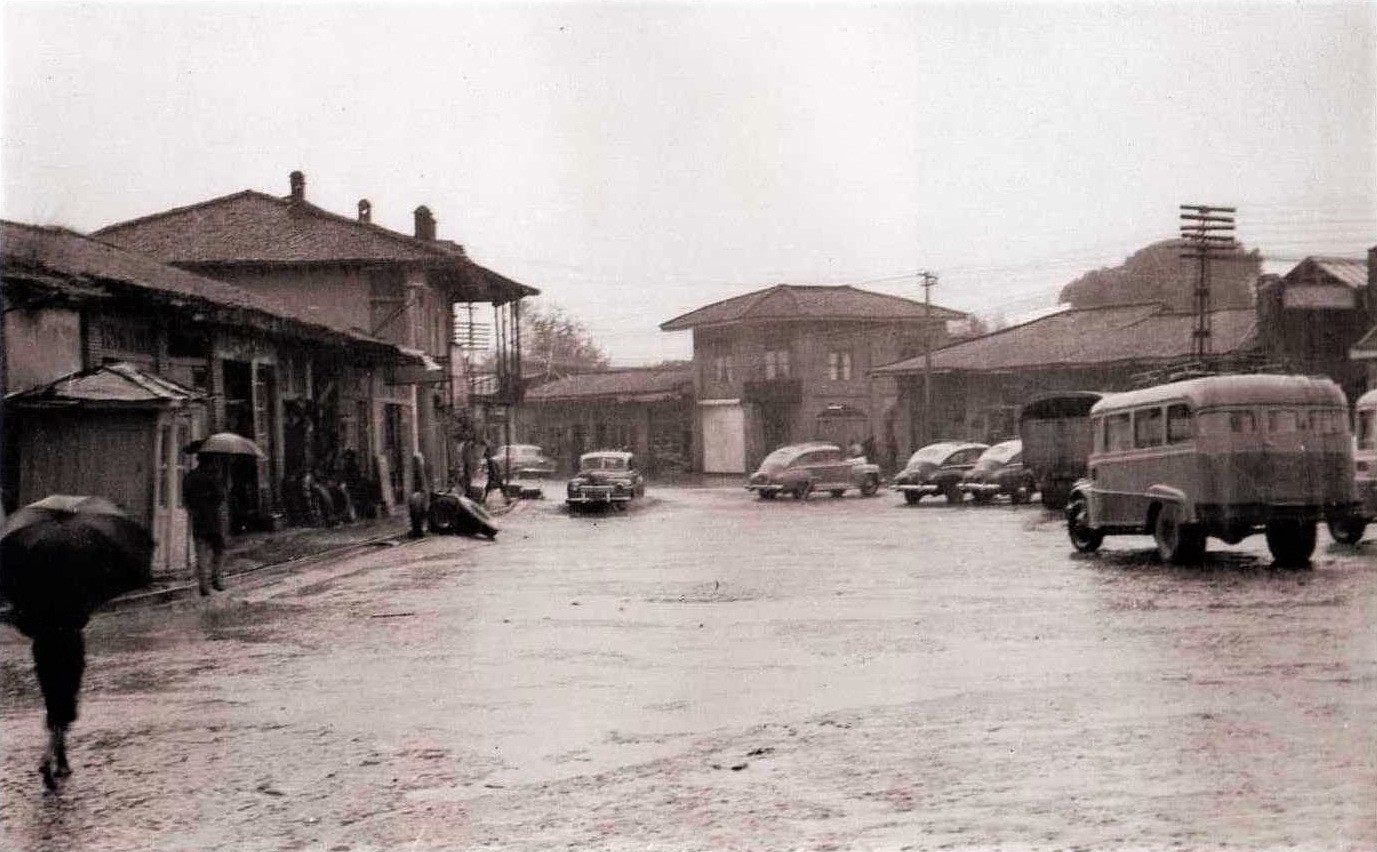
خوالی میدان بهمن در زمان پهلوی

در سفرنامه تحف بخارا در این باره آمده: حکومت به اهالی ساری و بارفروش حکم مجلس شورا را ابلاغ نمود. اهالی ساری به واسطهٔ نفاق و بی‌اطلاعی خود غفلت کردند، والی اهالی بارفروش، چون نسبت به اهالی ساری اندک جهان دیده ـ ترـ و باهوش و صاحب ثروت و عدهٔ نفوسشان هم زیاد بود، فوراً انجمن نظارت تشکیل داده، به تصویب حکومت، شش وکیل جهت انجمن ولایتی و دو مبعوث، جهت پارلمان طهران انتخاب کرده، وکلای طهران را روانه نمودند. انجمن ولایتی ایشان هم مفتوح شد. اهالی ساری بعد از شنیدن این خبر هشیار شده، مدعی شدند که مرکز حکومت‌نشین ساری است، سایر شهرهای مازندران باید تابع ساری باشند. بارفروش ابداً حق وکیل فرستادن به طهران را ندارد، با وکیل خود را به ساری فرستاده، در بارفروش انجمن بلدی بگشایند. انجمن ولایتی در ساری که مرکز است باید منعقد باشد. بعد از قیل و قال کشال، اهالی ساری هم در منزل شیخ علی اکبرنام، یکی از ملای پیش نماز، به معیت شیخ غلامعلی پیش نماز انجمنی تشکیل داده، بدون تعیین نظار و وکلای ستهٔ ولایتی، دو نفر مبعوث به اکثریت آرا انتخاب کرده، به طهران روانه نمودند؛ ولی وکیل‌های ساری را در پالمان قبول نکرده وکلای بارفروش، پذیرفته شدند و تیلگرافی هم از مجلس شورای ملی به نظام السلطان، حکومت ـ حاکم ـ مازندران، رسید که انجمن ولایتی به واسطهٔ اهمیت داشتنش باید در بارفروش منعقد بوده، انجمن ساری بلدی باشد. بارفروش هم اگرچه انجمن رسمی داشتند، ولی ترتیب درستی نداشته، تمام اختیارات در دست علامه ـ ملامحمد جان علامه ـ نام ملای پیش نمازی بود.

## فرهنگ و هنر

### مطبوعات
بابل در زمینه مطبوعات سابقهٔ درخشانی داشت
اما اکنون تنها نشریه‌های «بابل نامه» (هفته نامه خبری)، «آوای مازندران» (هفته نامه خبری)، «دریاسر» (هفته نامه خبری) و «چشمه توسعه» (ماهنامه فرهنگی اقتصادی) بر جای مانده است.
همچنین بابلی‌های مقیم تهران نیز خبرنامه‌ای فرهنگی و هنری به اسم «بارفروش» را منتشر می‌کنند که البته مطالبش منحصر به بابل نیست و با هنرمندان و ادیبان استان مازندران مصاحبه می‌کند.

### سینما و تئاتر
سینما را در مازندران با بابل می‌شناسند چرا که اولین سینمای شمال کشور در سال ۱۳۰۷ در بابل ساخته شد و پس از آن نیز سینماهای دیگری در بابل ساخته شد و تا مدت‌ها، هیچ شهری در مازندران سینما نداشت. از کل سینماهایی که در بابل تأسیس شد در حال حاضر ۴ سالن وجود دارد که ۲ سالن سینمای استقلال (داریوش) و ارشاد (پاسارگاد) به ترتیب در سال‌های ۷۹ و ۸۱ تعطیل شدند و سالن سینما انقلاب (مهر) نیز با انجام بازسازی پس از تعطیلی چند ساله، به عنوان یکی از سینماهای ممتاز کشور کار خود را چند سالی پی گرفت اما در سال ۹۳ تخریب شده و با تغییر کاربری در حال تبدیل به مجتمع تجاری است. سینما استقلال (داریوش) نیز در سال ۹۴ تخریب شده و با تغییر کاربردی در حال تبدیل شدن به پارکینگ است. در بابل با سابقه درخشان سینماداری، اکنون تنها سینمای فعال، سینما آزادی (شهر فرنگ) می‌باشد که با بازسازی در سال‌های پیش، به کار خود ادامه می‌دهد.
در زیر تاریخچه سینماهای بابل ذکر شده است:
| نام سینما                         | سال تأسیس | وضعیت | درجه ارزشیابی | گنجایش | تلفن         | آدرس            |
| --------------------------------- | --------- | ----- | ------------- | ------ | ------------ | --------------- |
| انقلاب (مهر)                      | ۱۳۴۲      | ویران | ممتاز         | ۴۱۷    | یک           | خیابان یوسف‌پوری |
| آزادی (شهر فرنگ)                  | ۱۳۵۲      | باز   | ممتاز         | ۵۵۰    | ۳۲۳۴۸۲۲–۰۱۱۱ | خیابان مدرس     |
| سینما هنر و تجربه                 | ۱۳۸۱      | فعال  | ممتاز         | ۳۵۰    | ۲۱۹۷۷۱۶–۰۱۱۱ | بلوار نوشیروانی |
| مجتمع فرهنگی سینمایی (سالن تئاتر) | ۱۳۸۱      | فعال  | ممتاز         | ۲۵۰    | ۲۱۹۷۷۱۶–۰۱۱۱ | بلوار نوشیروانی |
| استقلال (داریوش)                  | ۱۳۳۲      | تعطیل | مطلوب         | ۴۰۰    | -            | خیابان مدرس     |
| ارشاد (پاسارگاد)                  | ۱۳۴۰      | تعطیل | مطلوب         | ۴۰۰    | -            | میدان ۱۷ شهریور |
| شاپور                             | ۱۳۰۷      | تعطیل | -             | -      | -            | -               |
| اهورامزدا                         | ۱۳۰۸      | تعطیل | -             | -      | -            | -               |
| حکیمی                             | ۱۳۱۵      | تعطیل | -             | -      | -            | -               |
| زیبا                              | ۱۳۱۷      | تعطیل | -             | -      | -            | -               |

مجتمع فرهنگی سینمایی، مجهزترین مجتمع فرهنگی سینمایی در شمال کشور می‌باشد. این مجتمع در فضایی بالغ بر ۶۵۰۰ متر مربع زیر بنا، در سه طبقه ساخته شده است. این ساختمان دارای یک سالن اختصاصی تئاتر است که ۲۵۰ صندلی با سن گردان دارد. سالن سینمایی با ۳۵۰ نفر گنجایش و سالن تابستانی روباز از دیگر سالن‌های این مجتمع هستند. همچنین این مجتمع دارای سالن‌های نمایشگاهی و گالری‌ها، کارگاه عکس و فیلم و… نیز می‌باشد.

### نگارخانه‌ها
نگارخانه‌های بابل شامل: نگارخانه آبی، نگارخانه مولائیان، نگارخانه آفتاب، نگارخانه هنر پویا، نگارخانه هنر و نگارخانه روحا می‌باشد.

### کتابخانه‌ها
در حال حاضر ۱۱ کتابخانه در بابل مشغول فعالیت هستند و ۳ کتابخانه در حال ساخت می‌باشد.

### جشنواره‌ها
هر ساله جشنواره‌های متعددی در بابل برگزار می‌شود که از مهم‌ترین آن‌ها می‌توان به موارد زیر اشاره کرد:

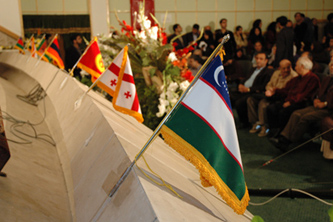
چهارمین جشنوراه بین‌المللی فیلم کوتاه وارش

#### جشنواره فیلم کوتاه وارش
جشنواره فیلم کوتاه وارِش یکی از قدیمی‌ترین جشنوارهٔ استان مازندران است که توسط مهدی قربان پور مستندساز مازندرانی در سال ۱۳۷۸ در شهرستان بابل پایه‌گذاری شد. این جشنواره در مجتمع فرهنگی هنری ارشاد بابل هر دو سال برگزار می‌گردد.

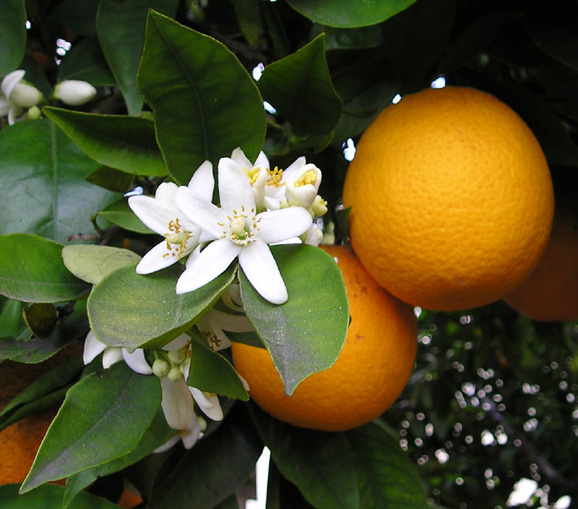
شکوفه نارنج (بهار نارنج)

 «وارِش» در زبان محلی مازندرانی به معنی «باران» می‌باشد. این جشنواره مهم‌ترین جشنواره استان مازندران به‌شمار می‌رود و در اولین دوره در سطح استانی، دومین دوره در سطح منطقه‌ای (با حضور مازندران، خراسان شمالی، خراسان رضوی، خراسان جنوبی، گیلان، سمنان و گلستان)، سومین دوره در سطح ملی، و چهارمین دوره در سطح بین‌المللی (با حضور روسیه، آذربایجان، ارمنستان، ترکمنستان، تاجیکستان، قزاقزستان، گرجستان و …) برگزار شد.

#### جشنواره ملی بهار نارنج
جشنواره ملی بهار نارنج، از جمله آیین سنتی مازندرانی هاست که همه ساله این جشنواره در شهرستان بابل برگزار می‌گردد. کلید این جشنواره برای اولین بار، در شهرستان بابل، در دهه ۷۰ زده شد. این آیین در شورای عالی ثبت سازمان میراث فرهنگی و گردشگری کشور، با عنوان «جشنواره ملی بهار نارنج مازندران»، به ثبت ملی رسیده و دبیر خانه دائمی این جشنواره در این شهر دایر شده است. هر ساله چند صد مقاله به این جشنواره فرستاده می‌شود و مورد بررسی قرار می‌گیرد.
این جشنواره ملی در اردیبهشت ماه هر سال، با شکوه خاصی، در بوستان نوشیروانی بابل، برگزار می‌شود. هدف این جشنواره، احیای این آیین سنتی، صنعتی کردن این آیین و ایجاد فضایی بانشاط و مبتنی بر صمیمیت و تقویت فرهنگ مهرورزی با طبیعت است.
با توجه به مستندات تاریخی و با عنایت به شواهد موجود، بابل در فرهنگ عمومی کشور و مازندران، به عنوان شهر بهار نارنج شناخته می‌شود. تراکم و تعداد زیاد درخت‌های نارنج (وجود بیش از ۵۰۰ هزار اصله درخت نارنج) در محدوده این شهر دلیل مبرهنی بر این باور تاریخی است.

### بابل در اشعار پارسی

#### مهدی اخوان ثالث
ناز پرستو: 
| خیز و بیا، ناز پرستو بیا   |  | ناز پرستوی سخن‌گو بیا        |
| خیز و بیا توری‌ام و توری‌ام  |  | باغ بهشتم، پریم، حوری‌ام     |
| خیز و بیا قمری باغم بیا    |  | خیز و بیا چشم و چراغم بیا   |
| ما همه شمع و همه پروانه‌ایم |  | یکه‌رو و تک‌چر و تنها نه‌ایم   |
| هست در این قافله پرشکوه    |  | از همه رنگ و همه دین و گروه |
| هست در این نادر باغ بهشت   |  | از گل نادر زپی باغ و کشت    |
| کارگر بیشه مازندران        |  | پیشه‌ور با هنر اصفهان        |
| دختر شیراز پر از شعر و قال |  | آینه روی کمال و جمال        |
| وان پسر بابلی شرم‌رو        |  | چون همه بابلیان گرم‌خو       |
| آنکه بود اهل خراسان زمین   |  | روشنی دیده ایران زمین       |

#### ملک الشعرای بهار
تجدید مطلع (در توصیف مازندران):
| خوشست اکنون اگر جویی به آبسکون‌گذار اندر |  | سوی مازندران تی و برگیری قرار اندر     |
| گهی بر ساحل دریا بخوید و مرغزار اندر    |  | گهی بر طرف بابل رود با بوس و کنار اندر |
| گهی غلطیده درگردونه‌های برق‌سار اندر      |  | گهی بنشسته بر تازی کمیت راهوار اندر    |
| خوشا مازندران ویژه پاییز و بهار اندر    |  | به خاصه طرف آبسکون بدان دریاکنار اندر  |

 تاریخ بنای دبیرستان پهلوی بابل:
| دیگران در جهل کوشیدند و شه کوشد به علم |  | زان که داند که ارتقای کشور از استاد شد |
| نی به بابل بلکه در هر نقطهٔ کشور ز علم  |  | ریخته بنیادها زین شهریار راد شد        |
| بر مراد شاه، فارغ چون که دستور علوم    |  | زبن دبیرستان. خوش‌بنیاد محکم لاد شد     |
| کلک مشکین بهار از بهر تاریخش نوشت      |  | این دبیرستان به یمن پهلوی بنیاد شد     |

 غایله گیلان: 
| این وزیران معظم وین گرامی خواجگان    |  | عاقلند اما تو ای دستور اعظم اعقلی |
| کید بدخواهان نگیرد در تو آری چون کند |  | با فر سیروس کید جادوان بابلی      |

## ورزش
شهر بابل به عنوان یکی از قهرمان پرورترین شهرهای ایران به حساب می‌آید به‌طوری‌که ورزشکاران زیادی طی سال‌های گذشته در مسابقات کشوری و جهانی صاحب مدال شدند.
شهرستان بابل دارای بیش از ۴۰ مکان ورزشی سرپوشیده و سرباز است. از جمله این مکان‌ها می‌توان سالن‌های ورزشی چندمنظوره، آکادمی بسکتبال، آکادمی پینگ‌پونگ، باشگاه مینی‌گلف، باشگاه‌های چمن مصنوعی فوتبال، ورزشگاه فوتبال، باشگاه‌های بدنسازی، باشگاه‌های اسکیت، مجموعه شطرنج، باشگاه وزنه‌برداری، استخرهای سرپوشیده و سرباز، باشگاه بیلیارد و اسنوکر، باشگاه ژیمناستیک و… را نام برد.

### کشتی

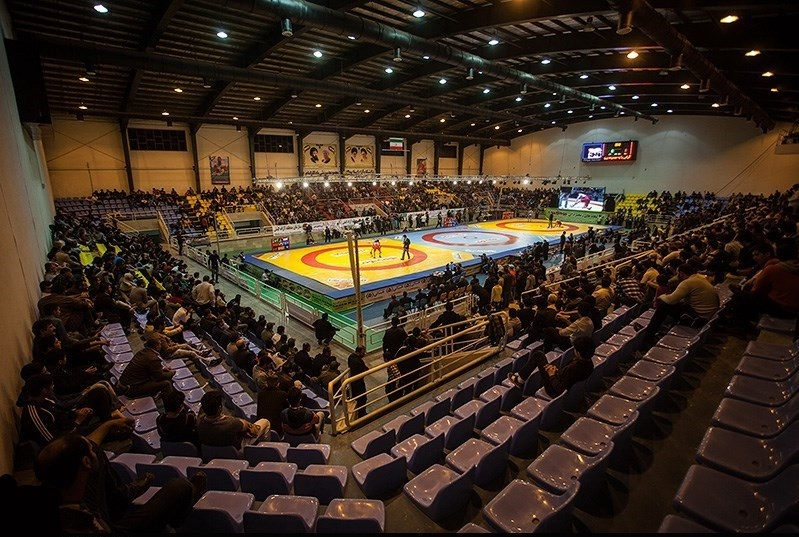
مسابقات کشتی آزاد قهرمانی ایران ۱۳۹۳، سالن دانشگاه آزاد بابل.

همانند بیشتر شهرهای استان مازندران کشتی ورزش اصلی شهر بابل است. قهرمانان بسیاری از بابل در این رشته و در رده‌های سنی گوناگون توانسته‌اند در رده‌های ملی، آسیایی، جهانی و المپیک مدال‌آور شوند. از مهم‌ترین این قهرمانان می‌توان از امامعلی حبیبی، بشیر باباجان‌زاده، رضا اطری و… یاد کرد. کشتی‌گیران آزادکار و فرنگی‌کار بابلی در بیشتر تیم‌های مازندران که در رده‌های سنی گوناگون قهرمان ایران شده‌اند حضور داشته‌اند و همچنین بارها توانسته‌اند که در رده‌های سنی خردسالان، نونهالان، نوجوانان، جوانان و پیش‌کسوتان قهرمان مازندران شوند. همچنین بابل کشتی‌گیران قدری در کشتی لوچو داشته و دارد که بارها قهرمان مازندران و ایران شده‌اند. مشهورترین لوچوکار بابل «عیسی رمضانی» است.
در سالیان برگزاری لیگ برتر کشتی آزاد ایران، بابل چندین تیم از جمله «آزادگان بابل»، «خونه به خونه بابل»، «صدرای داماش بابل» و… در این لیگ داشته که با وجود قهرمانی در رده‌های سنی پایه، به مقام‌های گوناگونی از جمله نایب قهرمانی و سومی در مسابقات کشوری بزرگسالان درست یافته‌اند.

هم‌اکنون شهر بابل به تنهایی دارای ۳ نماینده در لیگ برتر کشتی آزاد کشور، به نام‌های «آرش زین بابل»، «بیمه رازی بابل» و «سید بابل» است. همچنین در سال‌های قبل تر «خونه به خونه بابل» و «داماش صدرای بابل» نماینده بابل در این مسابقات بوده‌اند که سابقه یک نایب قهرمانی و دو مقام سومی در طول ۳ فصل را دارند.
بابل تاکنون میزبان تورنمنت‌های مهم کشتی آزاد، فرنگی و لوچو در سطح استان مازندران و ایران بوده است که از مهم‌ترین آن‌ها می‌توان به مسابقات قهرمانی کشتی آزاد ایران در سالن دانشگاه آزاد بابل اشاره کرد.
همچنین چندین اردوی تیم‌های ملی کشتی ایران در بابل برگزار شده است.

### فوتبال

تیم برگزیده فوتبال دبیرستان‌های بابل برای شرکت در مسابقات آموزشگاهی مازندران. سال ۱۳۴۸ خورشیدی.

نخستین باشگاه فوتبال بابل در اوایل دی ماه سال ۱۳۰۷ و با نام «کلوب شاپور» بنیان‌گذاری شد که یک باشگاه آماتور بود. این باشگاه با مدیریت آقای مرتضوی، آموزگار ریاضی دبیرستان شاپور بابل و با همکاری یکی از شاگردان این دبیرستان به نام حسن لاریجانی اداره می‌شد. بازیکنان این باشگاه را پیش‌آهنگ‌های دبیرستان شاپور تشکیل می‌دادند و این تیم هفته‌ای سه بازی انجام می‌داد. پیراهن نخست این تیم یک دست سبز با حاشیه‌های سرخ و پیراهن دوم یک دست سرخ با حاشیه‌های سبز بود.
در سالیان اخیر باشگاه‌های فوتبالی در بابل بنیان‌گذاری شد که از جمله این باشگاه‌ها می‌توان از خونه به خونه بابل، رایکا بابل، دریا کاسپین بابل، دریا بابل، پیام بابل، هیئت فوتبال بابل، یاران هادی نوروزی بابل، ستاره کاسپین بابل، کیان‌سام بابل و… نام برد که در سوپر لیگ فوتبال مازندران و لیگ‌های فوتبال ایران حضور داشته‌اند.

### والیبال و بسکتبال
در دهه هشتاد، بابل دارای نماینده‌ای قدرتمند در لیگ برتر والیبال و بسکتبال کشور به نام بیم بابل (تحت لیسانس شرکت آلمانی بیم BEEM) بوده است که همواره جزو تیم‌های قدرتمند و پرمهره مسابقات بوده و سابقه مقام‌آوری در لیگ برتر کشور و نیز رقابت‌های آسیایی دارد. بازیکنانی چون فرهاد قائمی، اوگنی ایوانف، ایمان زندی و… در باشگاه‌های بیم بازی می‌کردند.
ورزشگاه شهدای هفتم تیر بابل برخی سال‌ها میزبان اردوهای تیم‌های ملی فوتبال نوجوانان و جوانان ایران و همچنین تیم‌های باشگاهی ایران بوده است. در ورزش فوتسال با وجود نداشتن نماینده در لیگ مردان، تیم بانوان «طلایی‌پوشان بابل» توانست در سال ۱۳۹۴ به لیگ برتر فوتسال بانوان ایران صعود کند.

### مدال المپیک
- طلا - امامعلی حبیبی: ۱۹۵۶ ملبورن

### استادیوم ورزشی
استادیوم شهدای هفتم تیر (بلوار نوشیروانی)

سالن سردار سجودی (بلوار نوشیروانی)

سالن آزادی (خیابان مدرس)

سالن دانشگاه آزاد (بلوار امام رضا)

سالن بهار (بلوار ولیعصر)

سالن مخابرات (بلوار ولیعصر)

سالن دوومیدانی حیدرکلا (بلوار شهید نژاداکبر)

آکادمی بسکتبال کاله (بلوار نوشیروانی)

خانه پینگ پنگ نوشاد عالمیان (بلوار طالقانی-پاسداران ۴)

سالن تختی (بلوار طالقانی-پاسداران ۴)

## فضای سبز
فضای سبز بابل علاوه بر پارک‌های محله‌ای، پارک‌ها و بوستان‌های زیر را شامل می‌شود:
- گلستان نوشیروانی: (بلوار شهید بهشتی)
- پارک شهر (شهید شکری): (ضلع جنوب غربی میدان شیر و خورشید)
- بوستان نرگس (بانوان): (بلوار غدیر)
- پارک ساحلی: (بلوار ساحلی-پشت شهرک طالقانی)
- باغ ملی (شهرداری): (ضلع شمال شرقی میدان شیر و خورشید)
- پارک شادی: (خیابان دکتر شریعتی)
- پارک چوبی (اوصیا): (پنج‌شنبه‌بازار)
- پارک بهار نارنج: (بلوار امام رضا، ابتدای کتی غربی)
- پارک سراج: (بلوار جانبازان، توحید ۲۸)
- پارک جنگلی بابلکنار: (بابلکنار، درون‌کلا)
- پارک ترافیکی راهنمایی و رانندگی: (بلوار ولیعصر، رضیا کلا)
- پارک مرحوم رضوانی: (بلوار مادر، محدوده دانشگاه آزاد سما)
- پارک امیرکبیر: (خیابان شریعتی، امیرکبیر شرقی)
- بوستان مهندس پورنگ: (خیابان شریعتی، کوچه کانون مهندسین بابل)
- پارک وحدت (درخت نذری): (حمزه کلا، خیابان وحدت)
- پارک رپ: (خیابان مدرس، کوچه سرپرستی مخابرات استان مازندران)
- پارک شهیدان نجاریان: (میدان اوقاف، نبش کوچه روغن نباتی شکوفه)
- پارک پاتوق: (میدان شهید کارگر، کوچه شهید اسماعیل پور)
- بوستان هفده شهریور: (میدان هفده شهریور، جنب بابل سیر)
- پارک بهارنارنج: (بلوار امام رضا، خداداد25)
- بوستان ضرابپوری: (خیابان تختی، حر 12)
- پارک خلوت: (امیرکبیرشرقی، نبش فردوس 2)
- بوستان یاس: (ضلع مرکزی میدان شیر و خورشید)
- پارک پردیس بابل: (متی کلا، مقابل زندان)
- پارک آبی پردیس بابل (بزرگ‌ترین پارک آبی شمال کشور): (متی کلا، مقابل پارک پردیس بابل)
- پارک و تالاب نیلوفر آبی: (بلوار شهید یاسینی)
- بوستان نجاریان: (بلوار ولیعصر، میدان نجاریان)
- بوستان فرهنگ شهر: (میدان کشوری، فرهنگ شهر)
- پارک پالیز: (بلوار حائری، نرسیده به انتهای کمربندی)

## اماکن گردشگری

### دریاچه‌ها

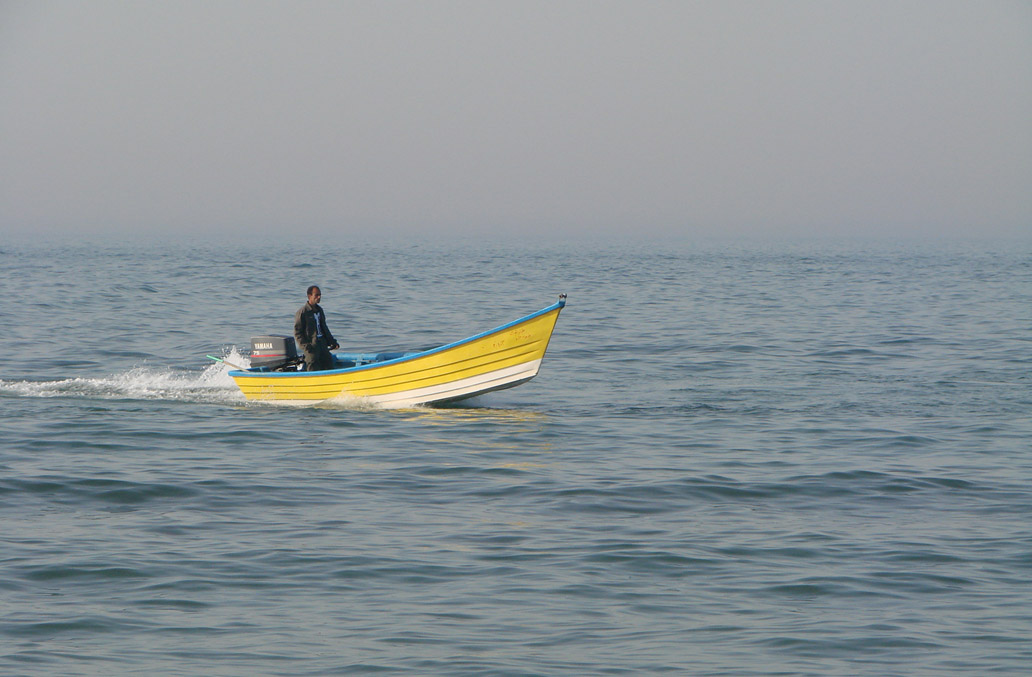
سواحل دریای مازندران در بابلسر

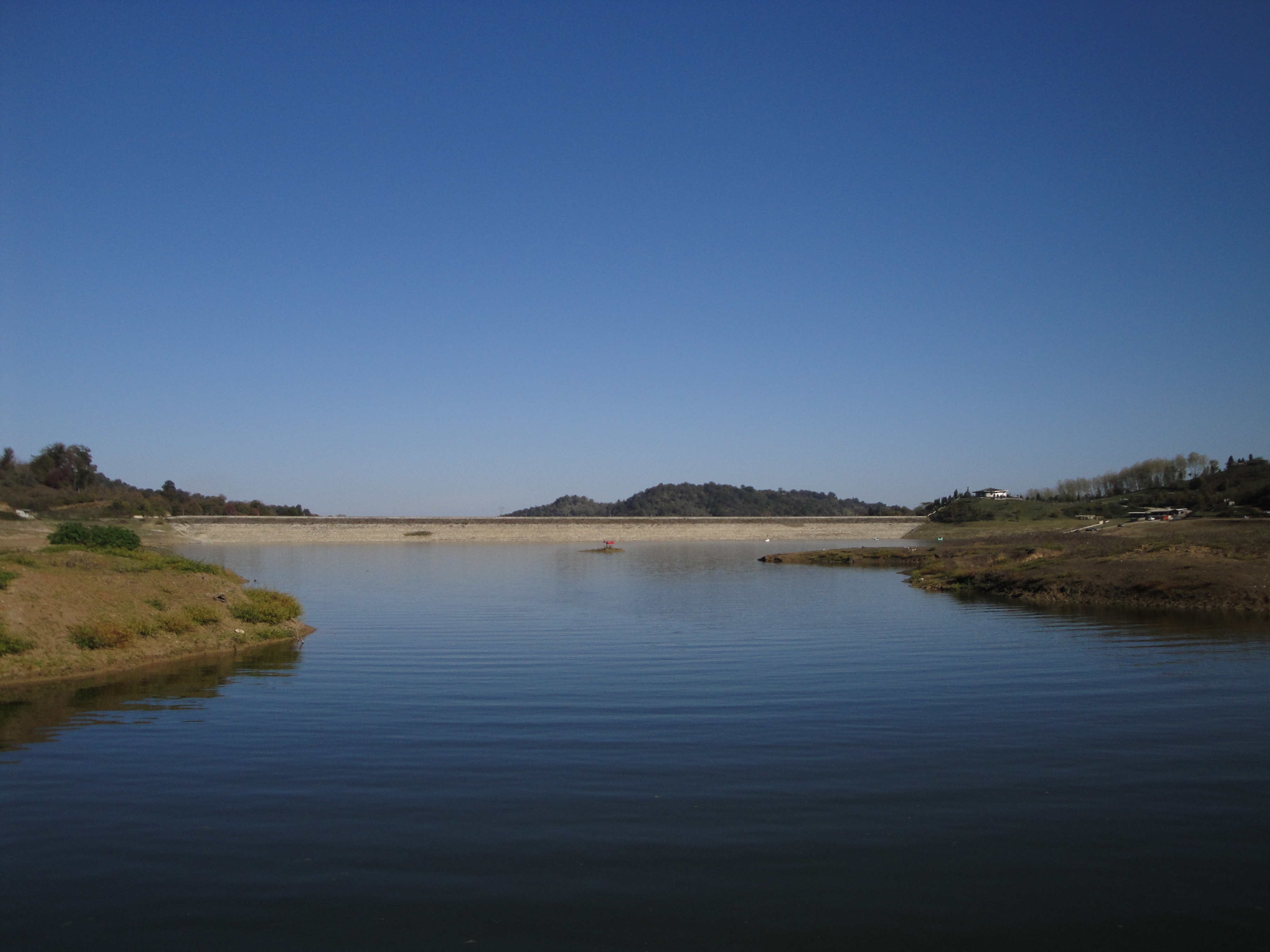
دریاچه سد شیاده

- دریای مازندران (دریای کاسپین): سواحل ماسه‌ای دریای مازندران در ۱۵ کیلومتری شمال این شهر قرار دارند.
- دریاچه سد البرز: این سد در جنوب شرقی بابل و در منطقه لفور واقع است و یکی از زیباترین سدهای خاورمیانه و بزرگ‌ترین سد خاکی کشور به‌شمار می‌آید. «معرفی بیشتر»
- دریاچه سد شیاده: این سد در جنوب غربی بابل و در بخش بندپی غربی و روستای شیاده واقع است. «معرفی بیشتر بایگانی‌شده  در ۲۰ اوت ۲۰۱۴ توسط Wayback Machine»
- دریاچه سد سنبل رود: این سد در جنوب شرقی شهرستان، در اطراف بخش بابلکنار قرار دارد. «معرفی بیشتر»
- دریاچه کامی کلا: این دریاچه در بخش بندپی غربی شهرستان بابل و در اطراف کوه‌های البرز قرار دارد. دریاچه کامیکلا دارای چشم‌انداز کوه و جنگل می‌باشد.
- تالاب رمنت: این تالاب در روستای رمنت از توابع بخش مرکزی شهرستان بابل قرار دارد که با مرکز شهر ۵ کیلومتر فاصله دارد. «معرفی بیشتر»

### جنگل‌ها

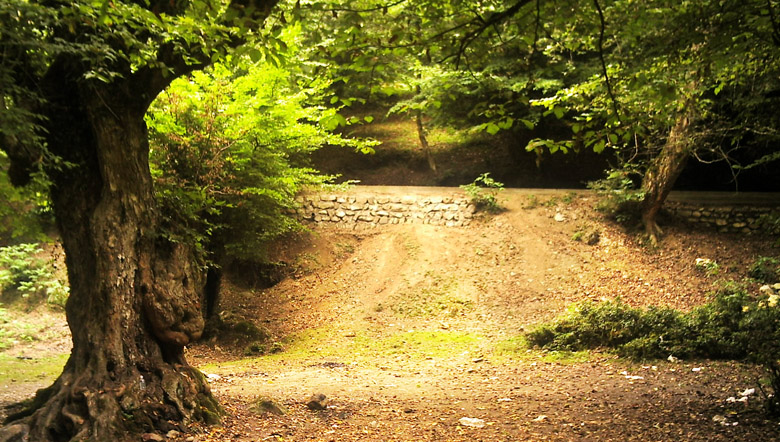
جنگل‌های بابلکنار

- پارک جنگلی بابلکنار: این پارک جنگلی حفاظت شده در بخش بابل کنار شهرستان بابل و در روستای درون‌کلا شرقی و بزچفت قرار دارد. «معرفی بیشتر»
- جنگل شیاده: این جنگل زیبا در بخش بندپی غربی شهرستان بابل قرار دارد که به دلیل مرتفع بودن سد شیاده را می‌توان از بالای آن مشاهده کرد.
- جنگل نارنجلو: این جنگل که حفاظت شده است در بخش بندپی غربی قرار دارد.
- جنگل ویوج: این جنگل در جادهٔ شیاده واقع در بخش بندپی غربی شهرستان بابل قرار دارد. این جنگل حدود بیست هکتار می‌باشد.
- جنگل لفور: این جنگل در جنوب شرقی شهرستان بابل قرار دارد.

### آبشارها
- هفت آبشار تیرکن (هفت آبشار): این آبشار که دارای هفت آبشار کوچک متوالی می‌باشد در روستای درازکلا٬بخش بابل کنار شهرستان بابل قرار دارد. برای رسیدن به آبشار هفتم باید مسافت بسیار زیادی را طی کرد. «معرفی بیشتر»
- آبشار کیمون: این آبشار در بخش بندپی شرقی شهرستان بابل قرار دارد. «معرفی بیشتر»
- آبشار شی الیم: این آبشار در درهٔ شی الیم در بخش بندپی شرقی شهرستان بابل قرار دارد. «معرفی بیشتر»
- آبشار کلیره (بتلیم): این آبشار در بخش بندپی شرقی شهرستان بابل قرار دارد که با مرکز شهر ۴۵ کیلومتر فاصله دارد. «معرفی بیشتر»
- آبشار درازکش: این آبشار زیبای دوقلو در بخش بندپی شرقی شهرستان بابل قرار دارد «معرفی بیشتر»
- آبشار شیخ موسی: این آبشار در روستای شیخ موسی و بخش بندپی شرقی شهرستان بابل قرار دارد. «معرفی بیشتر»
- آبشار گزو: این آبشار در اطراف بخش بابلکنار شهرستان بابل قرار دارد. «معرفی بیشتر»

### چشمه‌ها
چشمه آب گرم اَزرو: این چشمهٔ آب گرم در روستای آری از توابع بندپی شرقی شهرستان بابل قرار دارد؛ که دارای جاذبه‌های توریستی فراوانی می‌باشد. «معرفی بیشتر»

### ییلاق‌ها
شهرستان بابل دارای ییلاقات بسیار زیادی است از جمله شِیج موسی، لِهه (لِحه)، شاه لینگ چال (شالینگِچال)، نیراسم (نِراسم) و همچنین سِلبِن، اَنیژدون (اَنیجدان)، تِته، گلیران، کلاپی، دَمیلِرز، اُطاقسی، دوزاخ بِن و …
- فیلبند: این ییلاق مرتفع‌ترین ییلاق استان مازندران است که در بخش بندپی غربی شهرستان بابل قرار دارد. در این ییلاق یک تپهٔ بلند قرار دارد که از بالای آن می‌توان شهرهای بابل، آمل، قائمشهر، ساری و شهرهای اطراف به همراه دریای مازندران را دید.
- شیج موسی: این ییلاق در بخش بندپی شرقی شهرستان بابل قرار دارد و دارای دو زیارتگاه به نام‌های حاج شیخ موسی و امامزاده عبداله می‌باشد.
- ورزنه: این ییلاق در منتهی‌الیه مرز جغرافیایی بابل واقع شده که برای رسیدن به این روستای کوهستانی زیبا و بکر باید از مسیر سخت و دشوار با پیچ‌های خطرناک عبور کرد. این روستا توسط کوه‌های اطراف آن احاطه شده و دارای آب بسیار گوارا و سرد می‌باشد که مورد توجه بسیار بازدید کنندگان قرار گرفته است. روستای ورزنه از سمت غرب به روستاهای اندوار و نشل آمل، از سمت شمال بعد از طی مسافت بسیار دشوار به شیخ موسی می‌رسد.
- لهه: دور نمای بسیار زیبائی داشته و به ییلاق شیخ موسی مشرف می‌باشد.
- انیژدان: دارای میوه‌های درختی خیلی کوچک و خوشمزه‌ای است و همچنین پر از گل و سبزه
- شالدرکا (طایفه طالش):این ییلاق در بخش بندپی شرقی شهرستان بابل قرار دارد. شالدرکا ۱۰ کیلومتر با شیخ موسی فاصله دارد؛ و از مناطق خوش آب و هوا محسوب می‌شود و از جاذبه‌های گردشگری خوبی برخوردار است که اولین دوره بازی‌های بومی محلی یاد واره پهلوان محمد محمدزاده طالش و برادران در ۱۳۹۱ در آن برگزار گردید. شالینگچال: این ییلاق که از سردترین ییلاق‌های مازندران است در بخش بندپی شرقی قرار دارد. بالاتر از شیخ موسی و آره قرار دارد در فصل بهار منطقه بسیار سرسبز و دارای چشم‌انداز زیبای می‌باشد.

## اماکن تاریخی
- کاروانسراها: بابل به عنوان یک مرکز تجاری که دارای کاروانسراها و دکان‌های معتبر بوده است، توجه ناصرالدین شاه رادر ۱۲۹۲ ه‍.ق هنگامی که وی در حال انجام دومین سفر خودبه مازندران بود، جلب کرده وی در سفرنامه خود نوشته است، شهر بارفروش از بلاد معظمه مازندران و پرجمعیت و مرکز تجارت شده است، و کاروانسرا دکاکین معتبره دارد.
- کاخ شاپور:در دوره صفویه عمارت زیبایی در محل این کاخ، بنا شد. اطراف این عمارت را آب پوشانده بود و این عمارت مجلل در جزیره قرار داشت. این عمارت مجلل تفرجگاه شاهان صفوی و قاجار بود. در دوره رضاشاه این کاخ توسعه یافت. پس از از پیروزی انقلاب اسلامی این کاخ به ساختمان مرکزی دانشگاه علوم پزشکی مازندران و سپس به دانشگاه علوم پزشکی بابل تغییر کاربری داد. «معرفی بیشتر»
- برج دیدبانی کاخ بابل: این برج در دورهٔ پهلوی در کاخ شاپور (بابل) ساخته شد. این برج دیده‌بانی به عنوان یکی از نمادهای این شهر استفاده می‌شود. این برج در میدان قرار دارد.
- پل محمدحسن خان: پلی قدیمی مربوط به سده ۱۲ خورشیدی بر روی رودخانه بابل شهرستان بابل استان مازندران می‌باشد. این پل از آثار دوره قاجاریه است که به جای پل قدیمی‌تری ساخته شده است. یکی از موارد شاخص این پل معماری صفوی بنا و استفاده از سفیده تخم‌مرغ (البته به گفته برخی زرده تخم‌مرغ و ساروج) در ساخت آن است.[۱۰۵]

این اثر در تاریخ ۲۲ اردیبهشت ۱۳۵۶ با شماره ثبت ۱۴۱۴ به‌عنوان یکی از آثار ملی ایران به ثبت رسیده است.
- موزه بابل (گنجینه بابل): موزه بابل موسوم به گنجینه بابل[۱۰۷] به عنوان تنها موزه مردم‌شناسی مازندران در ساختمان شهرداری سابق شهر بابل واقع شده است.[۱۰۸] ساختمان این موزه در سال ۱۳۰۷ به عنوان بلدیه یا شهرداری بنا شده بود. این ساختمان در سال ۱۳۷۴با کاربری فرهنگی در اختیار میراث فرهنگی مازندران قرار گرفت و پس از احیا، مرمت و بازپیرایی در بهمن سال ۱۳۷۵به عنوان موزه بابل افتتاح شد.[۱۰۹] «معرفی بیشتر»
- عروس چشمه تنهاکلا: این چشمه دوقلو بوده و در روستای تنهاکلا (بابل) قرار دارد با پیشینه تاریخی بیش از ۲۵۰۰ سال.
- ساختمان شهربانی: این ساختمان در بخش مرکزی شهرستان بابل قرار دارد که یک بنای بسیار قدیمی است و به ساختمان شهرداری تبدیل شده است. این ساختمان در باغ ملی بابل محدود شده است.
- سردر دانشگاه علوم پزشکی بابل: این بنا در دورهٔ پهلوی ساخته شد.
- بازار ماهی فروش‌ها
- آرامگاه زین العابدین: این آرامگاه از بناهای دورهٔ قاجار می‌باشد.
- آرامگاه درویش علم بازی: این مقبره پشت آرامگاه معتمدی بابل قرار دارد.
- حمام قدیم میرزا یوسف: این حمام در دوره صفوی ساخته شده است. این بنا در صبح جمعه دوم دی ماه ۱۳۹۰ خورشیدی توسط نیروهای شهرداری بابل تخریب گردید که با دخالت دیرهنگام سازمان میراث فرهنگی و پلیس، تخریب آن متوقف گردید اما بخش اعظم بنا به جز گنبد آن تخریب شده بود.
- آرامگاه سید کبیر: این آرامگاه از بناهای دورهٔ قاجار می‌باشد و جزء آثار ملی ایران است.
- مسجد چهارسوق: این مسجد تاریخی از آثار دورهٔ قاجار می‌باشد.
- سقانفار تنهاکلا: این سقانفار از بناهای دوره قاجار می‌باشد که در روستای تنهاکلا (بابل) قرار دارد.

پل محمد حسن خان
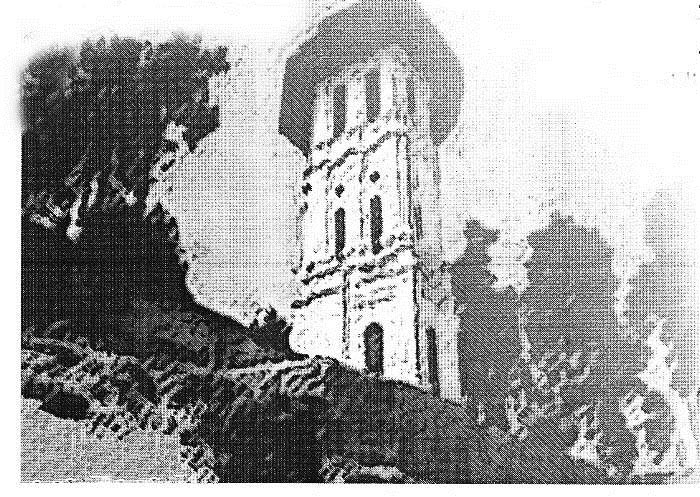
تصویری قدیمی از برج دیده بانی
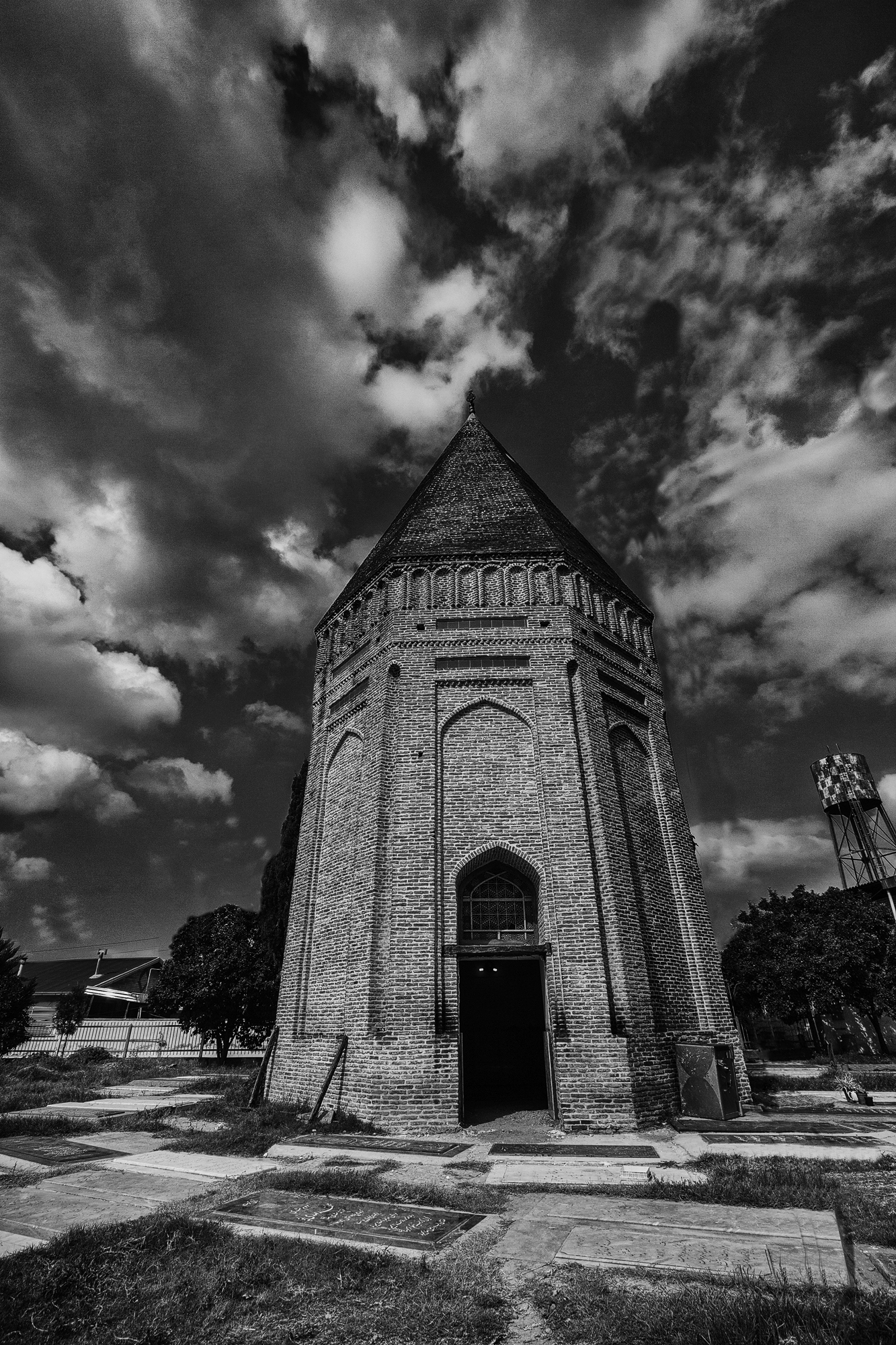
آرامگاه سلطان محمدطاهر
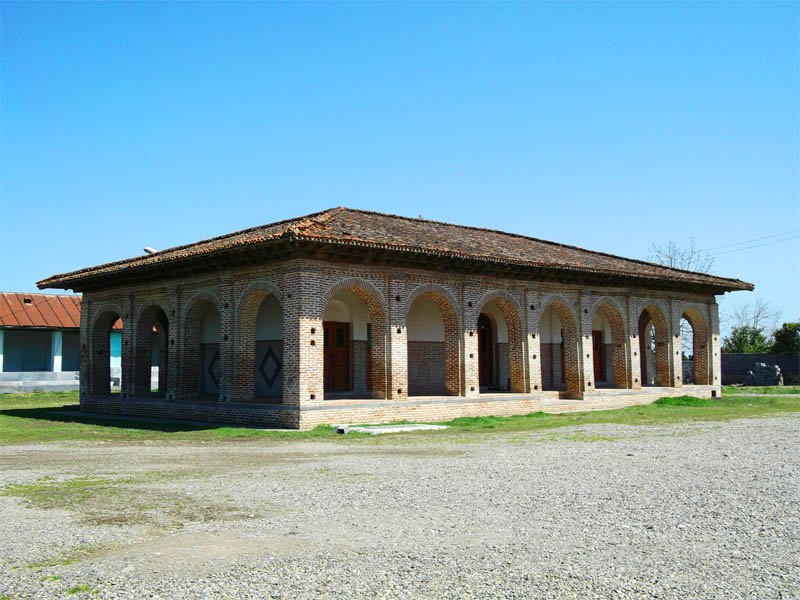
آرامگاه ملا محمد شهرآشوب
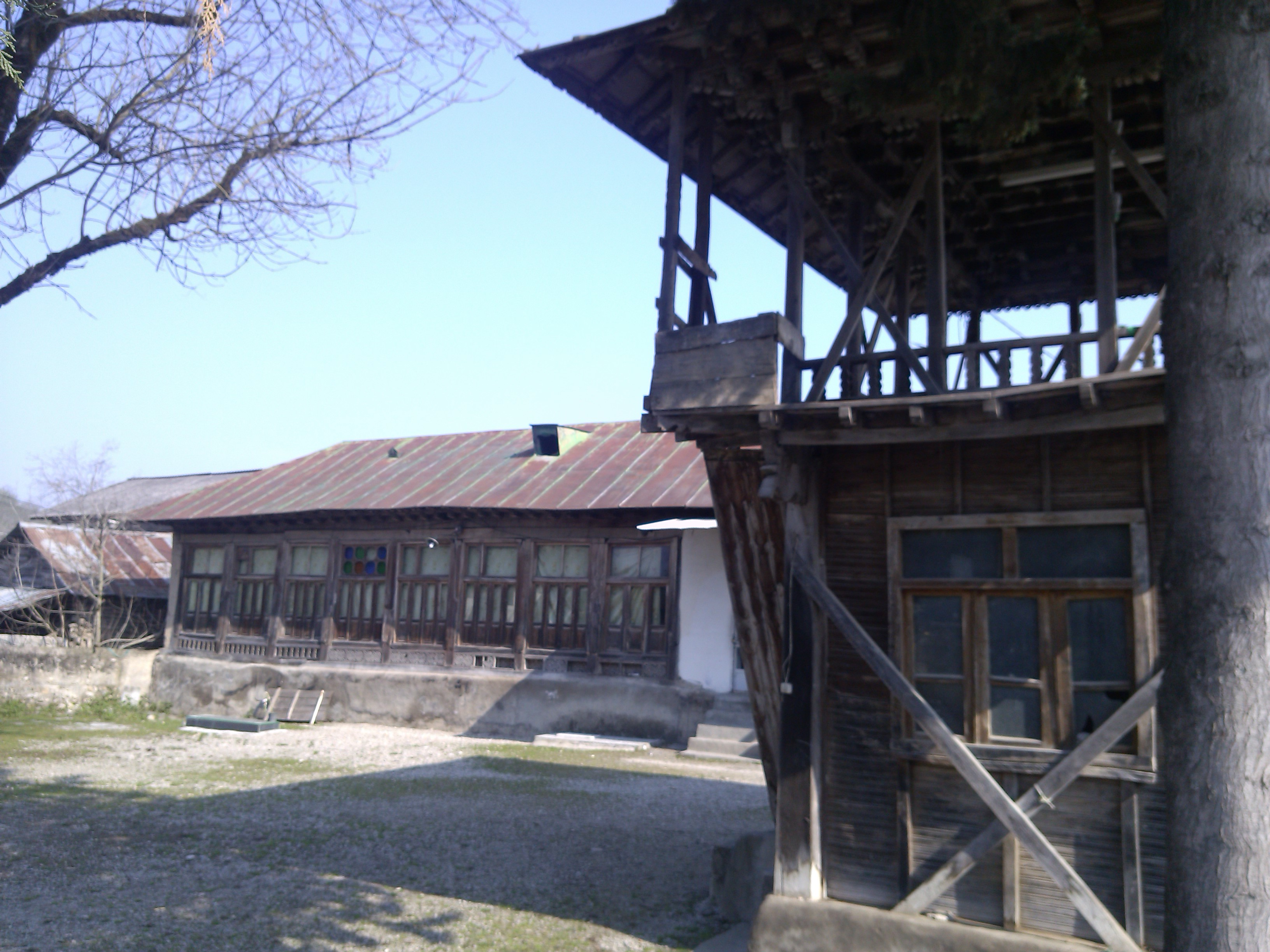
سقانفار شیاده

### اماکن مذهبی
- بقعه امامزاده قاسم: این آرامگاه که معروف به آستانه می‌باشد، در مرکز شهر بابل واقع شده است.
- سقانفار تنهاکلا بابل: این سقانفار مربوط به دوره قاجار و بیش از ۲۰۰ سال قدمت که در روستای تنهاکلا (بابل) قرار دارد.
- مسجد محدثین: این مسجد به فرمان امام دوازدهم شیعیان در دوران دودمان افشاریه (در زمان پادشاهی نادرشاه افشار) به دست محمدنصیر بارفروشی مشهور به «ملانصیرا» ساخته‌شد. قدمت این مسجد به حدود ۲۹۰ سال می‌رسد. عده‌ای این مسجد را جمکران دوم نامیدند.[۱۱۰]
- تکیه پیرعلم
- تکیه حصیرفروشان
- مسجد جامع

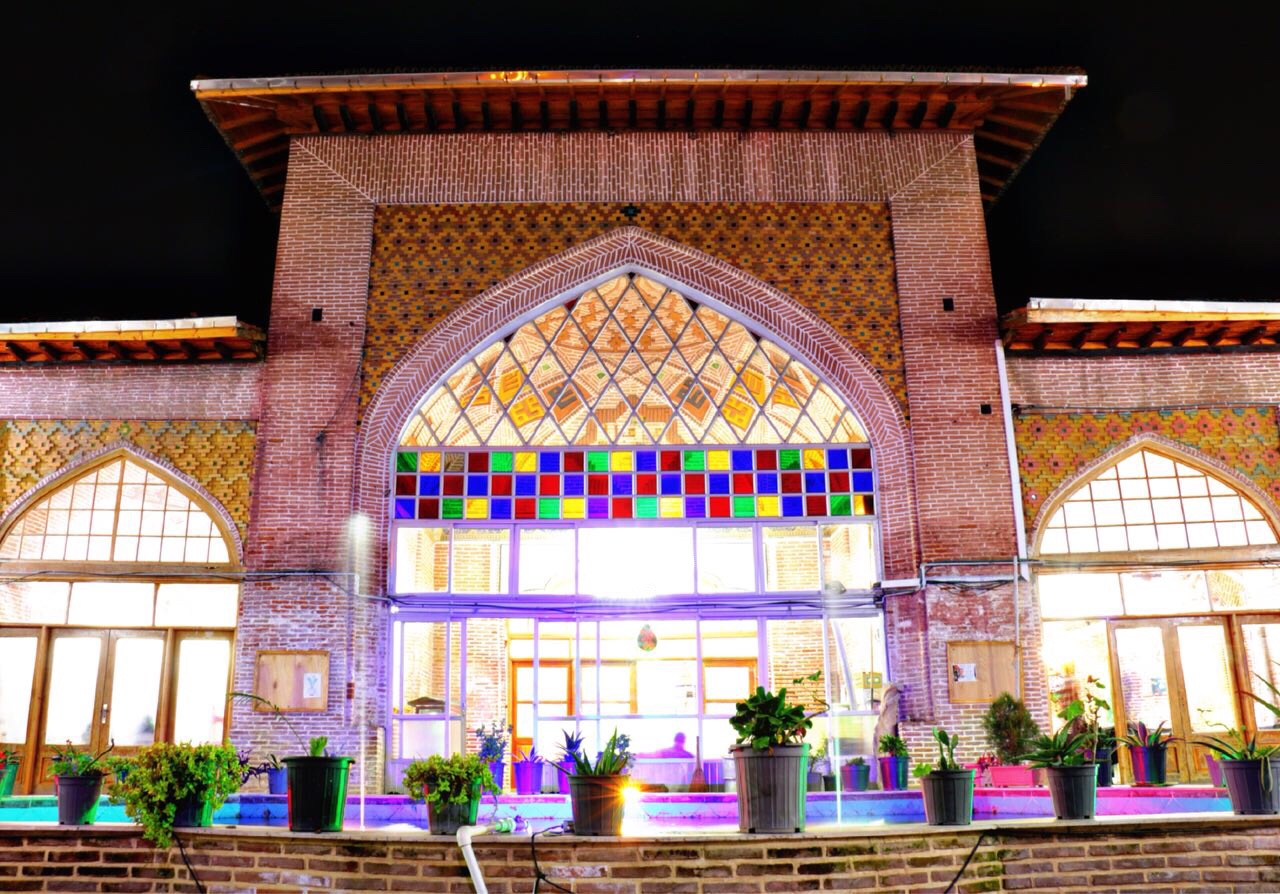
مسجد جامع بابل
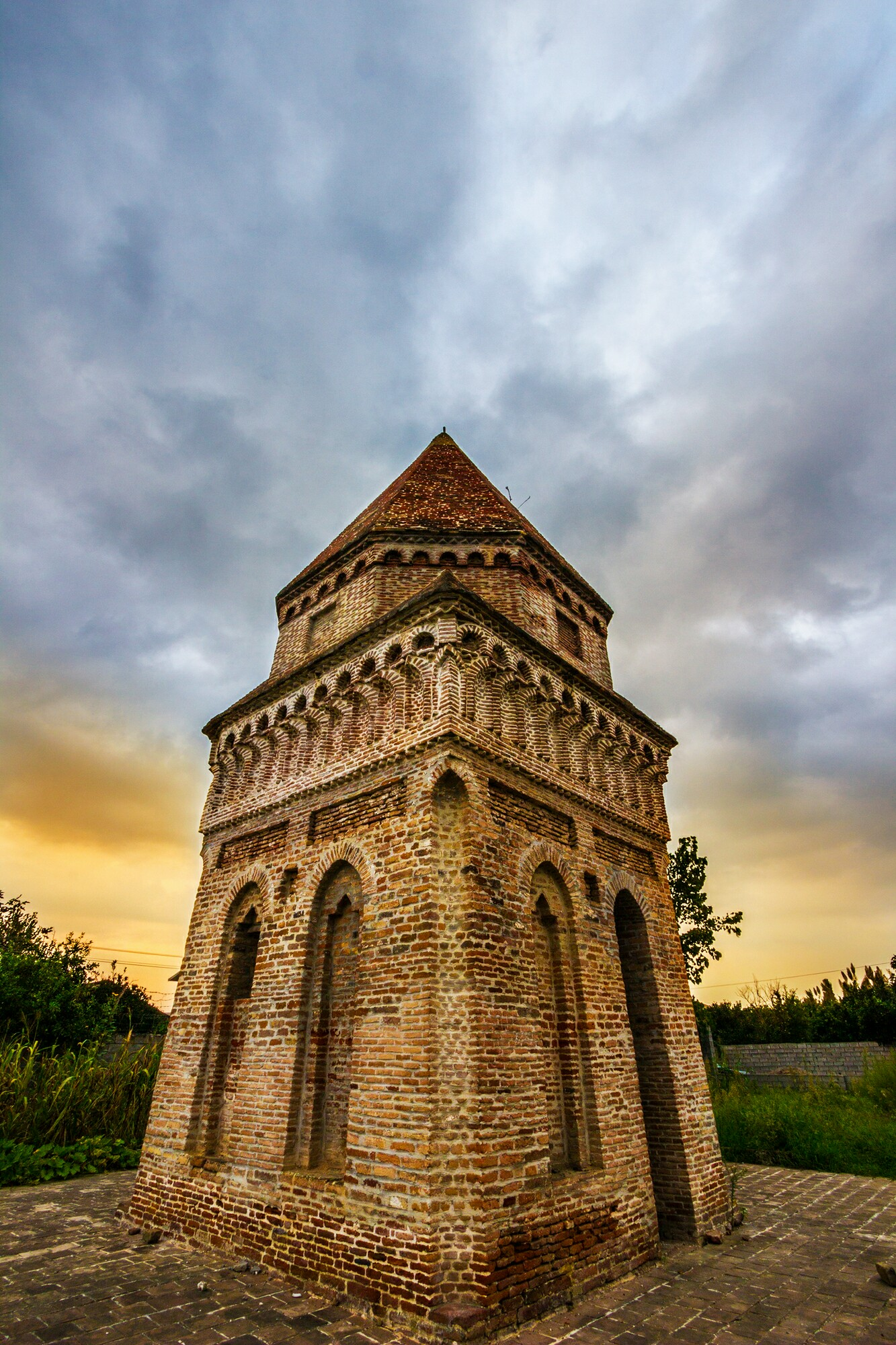
گنبد سرست
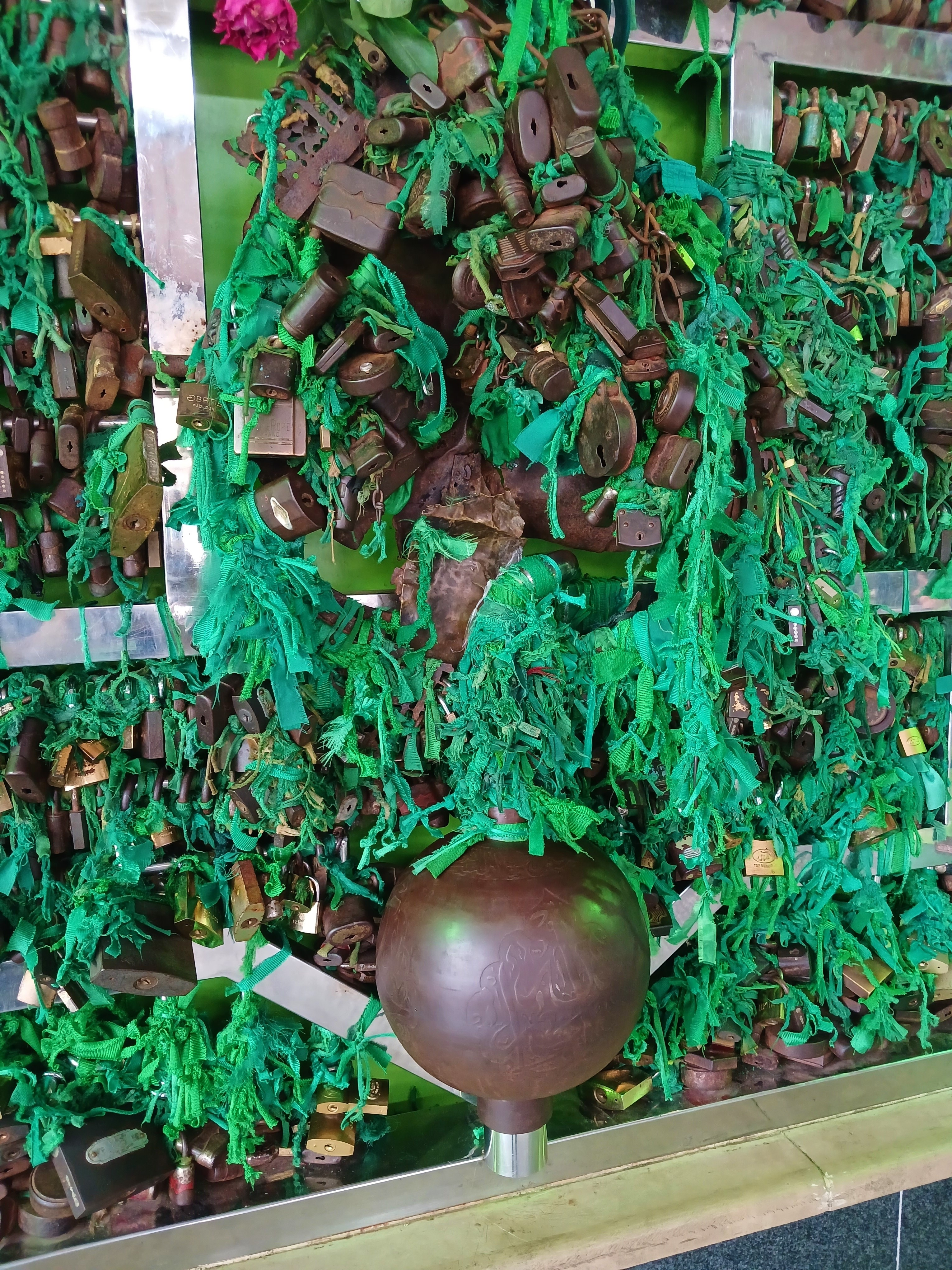
علم (عزاداری) قدیمی تکیهٔ پیر عَلَم که در میان قفسه ای همچون ضریح نصب شده است
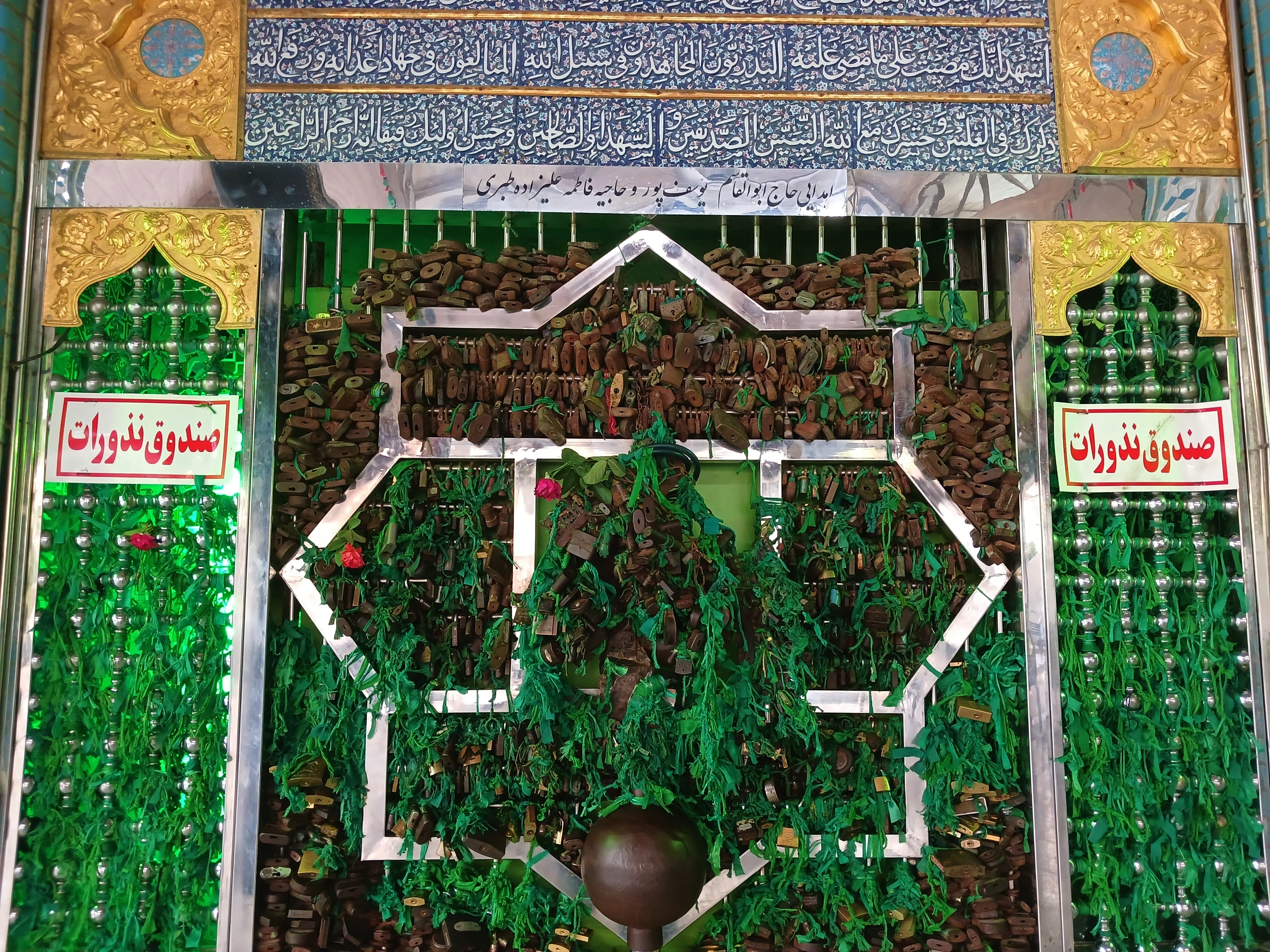
تصویری از تکیهٔ پیر عَلَم
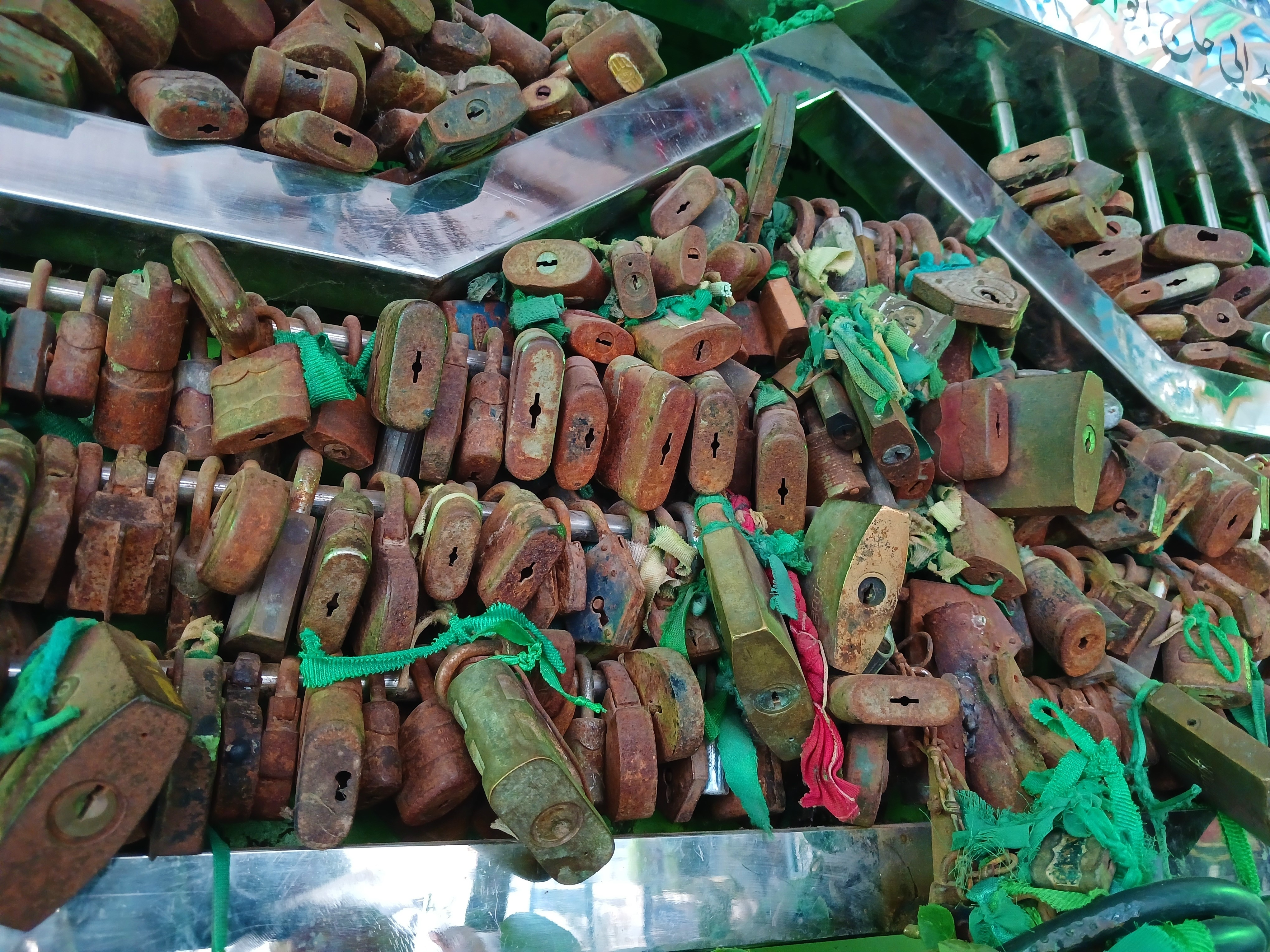
آئین قفل بستن به تکیهٔ پیر علم برای گرفتن حاجت
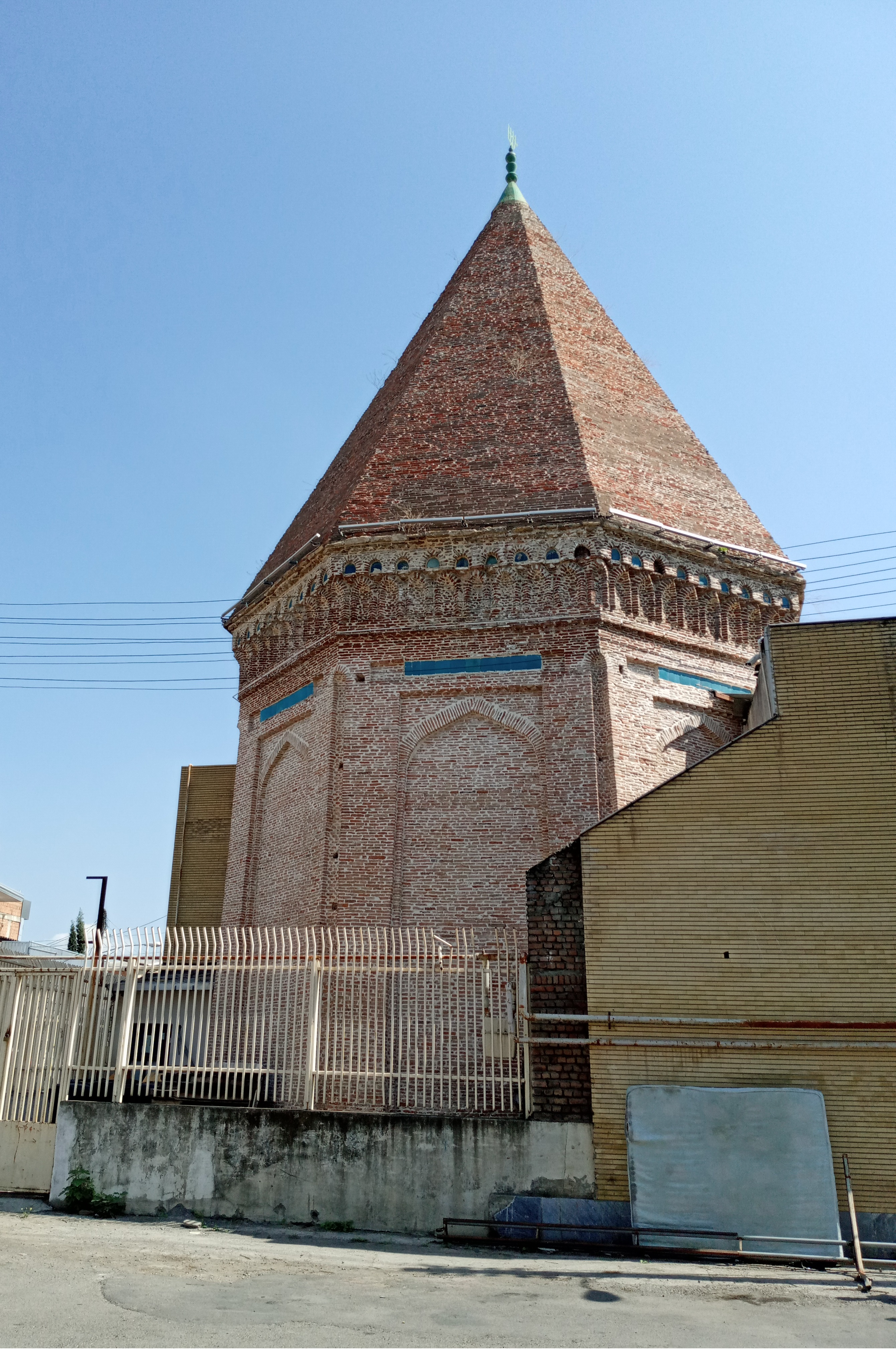
امامزاده قاسم
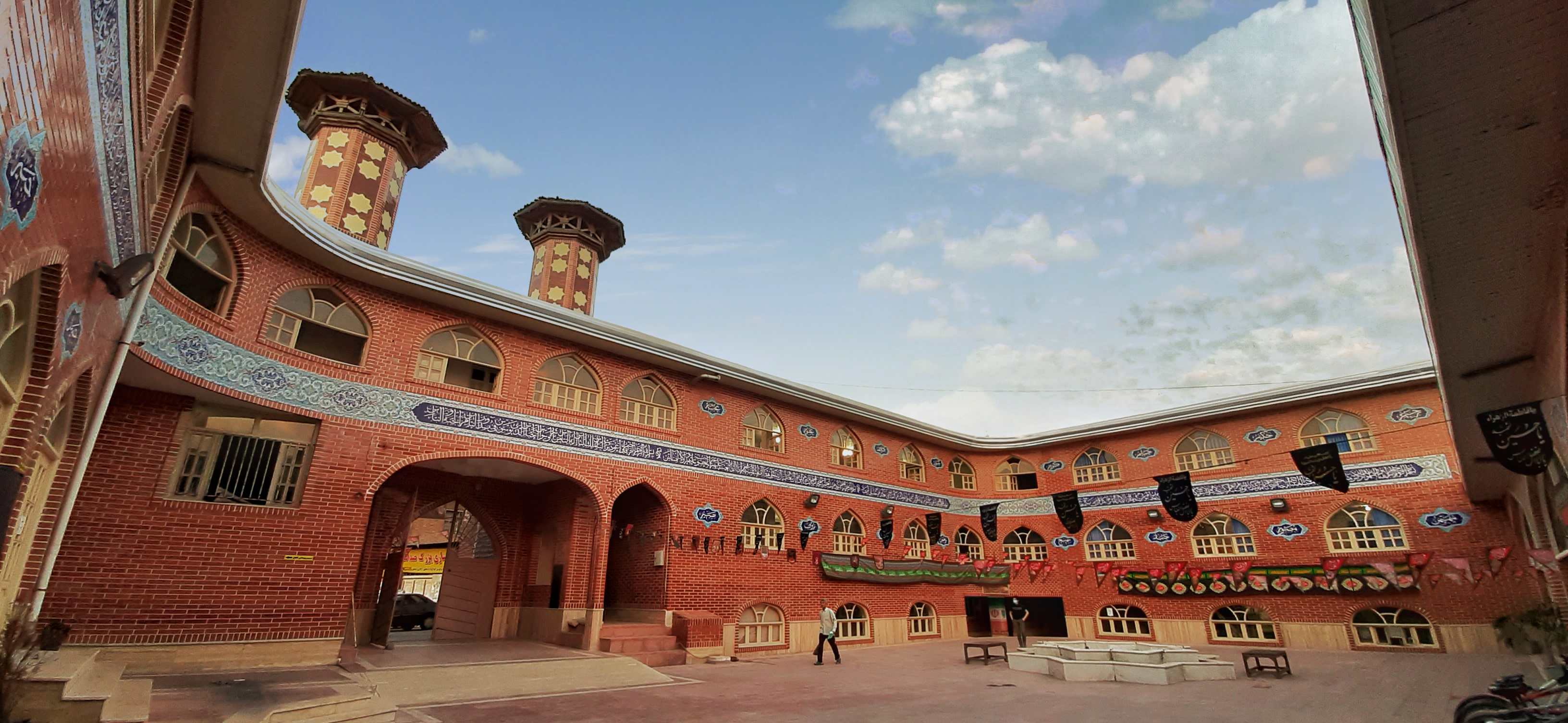
تکیه کاظم بیک
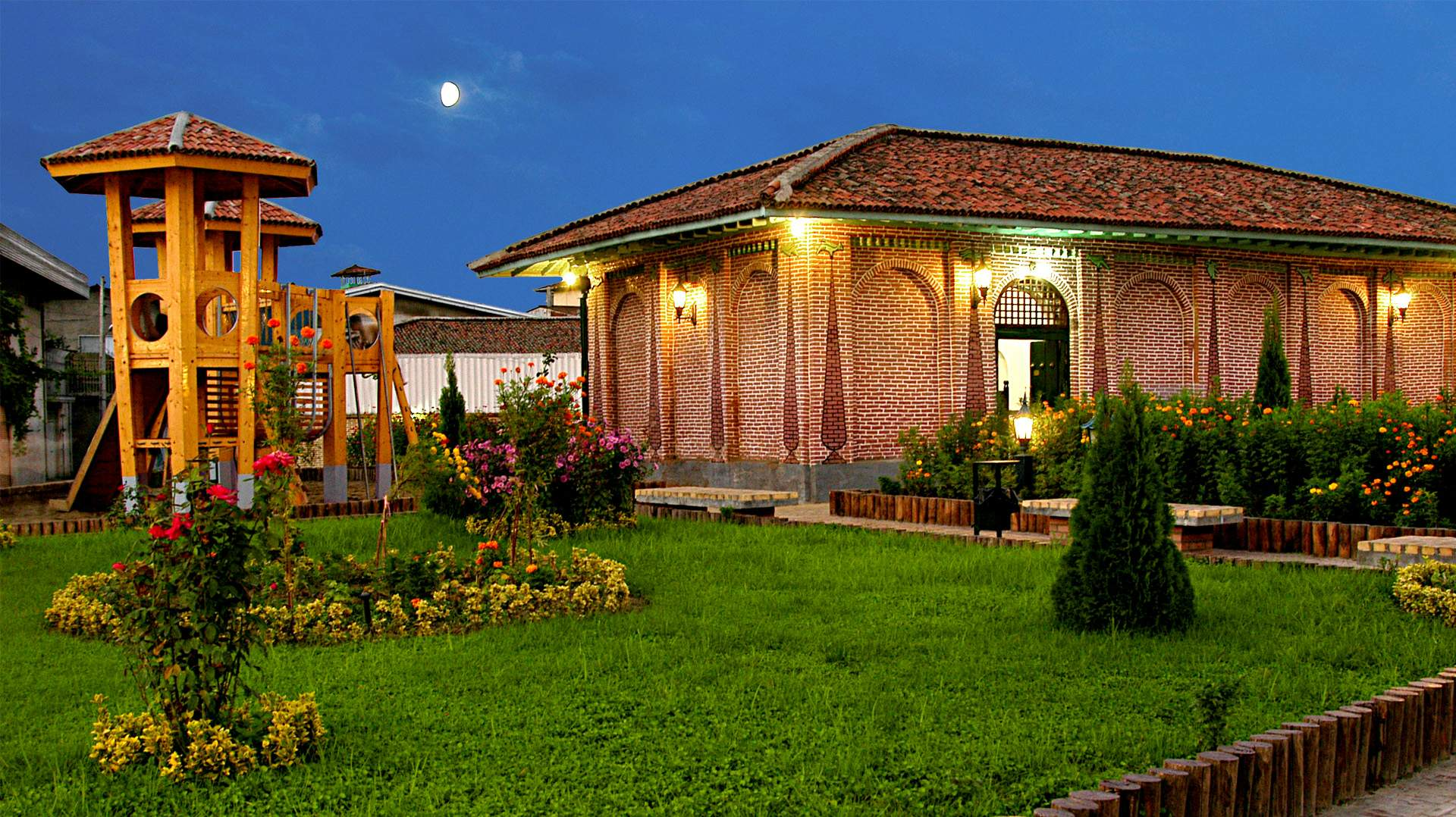
تکیه حصیر فروشان

## سیاست
بابل مرکز شهرستان بابل در مرکز استان مازندران واقع است. این شهر که تا سال ۱۳۱۰ بارفروش نام داشت، مرکز ولایت مازندران در دوران زندیه بود و از بزرگ‌ترین و مهم‌ترین شهرهای شمال کشور در دوران قاجار به‌شمار می‌رفت.

### جدا شدن بابلسر و فریدونکنار از بابل
تا سال ۱۳۶۸، بابلسر یکی از بخش‌های شهرستان بابل بود و در این سال به شهرستان بابلسر ارتقا یافت. در سال ۱۳۸۶ نیز فریدونکنار از بخش به شهرستان ارتقا یافت و از بابلسر جدا شد.

### پارلمان

#### مجلس شورای ملی
شهر بارفروش یا بابل از آغاز به کار مجلس شورای ملی در سال ۱۲۸۵، یک از دو حوزهٔ انتخابیهٔ مازندران بود و بخش بزرگی از استان مازندران را تحت پوشش داشت. در ۱۸ دوره از ۲۴ دورهٔ مجلس شورای ملی از ۱۲۸۵ تا ۱۳۵۷، حوزه انتخابیه بابل (بارفروش) دارای ۳ نماینده در مجلس بود، در دورهٔ پنجم این مجلس دارای ۴ نماینده بود و در باقی دوره‌ها ۲ نماینده داشت.
رضا خان پهلوی (سردارسپه) رضاشاه در دورهٔ پنجم مجلس شورای ملی (۱۳۰۴–۱۳۰۲)، از حوزهٔ انتخابیه بارفروش (بابل) به مجلس راه یافت و در همین دوره نخست‌وزیر شد، سپس پس از انقراض سلطنت قاجار به پادشاهی رسید.
حسین دادگر (میرزاحسین خان دادگر) ملقب به عدل الملک (۱۳۴۹–۱۲۶۰) سیاستمدار دوران قاجار و پهلوی از مهم‌ترین نمایندگان بابل (بارفروش) در مجلس شورای ملی بود. او که در ۶ دورهٔ سوم تا هشتم مجلس شورای ملی (۱۳۱۱–۱۲۹۳) به عنوان نماینده بابل و در دو دورهٔ نهم و دهم (۱۳۱۶–۱۳۱۲) به عنوان نماینده تهران انتخاب شده بود، ریاست چهار دورهٔ مجلس (ششم تا نهم)، وزارت داخله (در ۴ کابینه) و وزارت تجارت و فوائد عامه و معاونت نخست‌وزیر (کابینه سیدضیاء) و نیز نایب رئیسی مجلس مؤسسان (تغییر حکومت قاجار به پهلوی) را بر عهده داشت و سه دورهٔ پی‌درپی نیز نمایندهٔ انتخابی مجلس سنا از حوزه مازندران بود.

#### مجلس شورای اسلامی
پس از انقلاب اسلامی سال ۵۷ رخداد شگفتی در حوزهٔ انتخابیه بابل رخ داد. در حالی که در دورهٔ پایانی مجلس شورای اسلامی تا سال ۵۷ بابل دارای ۳ نماینده بود، در نخستین دورهٔ مجلس شورای اسلامی این تعداد به دو نماینده کاهش یافت و در یک اتفاق شگفت‌آور که به نظر نمی‌رسد در هیچ‌کجای ایران رخ داده باشد، دو بخش شمالی و جنوبی شهرستان بابل یعنی بابلسر و بندپی را از حوزهٔ انتخابیه بابل جدا و تبدیل به حوزهٔ انتخابیه بابلسر و بندپی کردند که تا پایان دورهٔ پنجم مجلس شورای اسلامی در سال ۱۳۷۸ ادامه یافت. این حوزهٔ انتخابیه از ابتدای مجلس ششم تقسیم شد، بندپی به حوزهٔ رای‌گیری بابل برگشت اما بابلسر که از سال ۱۳۶۸ تبدیل به شهرستان شده بود به حوزهٔ انتخابیه مستقل تبدیل شد و از سال ۱۳۸۶ پس از تبدیل بخش فریدونکنار به شهرستان فریدون‌کنار، به حوزهٔ انتخابیه بابلسر و فریدون‌کنار تغییر نام داد.
اکنون حوزهٔ انتخابیه بابل به عنوان یکی از نه حوزهٔ انتخابیهٔ استان مازندران، دارای ۲ نماینده است، حسن حسن‌نتاج و احمد فاطمی نمایندگان فعلی بابل و علی‌اصغر باقرزاده نمایندهٔ فعلی حوزهٔ انتخابیهٔ بابلسر و فریدون‌کنار هستند.

### شهرداری
شهرداری بابل در سال ۱۳۰۴ خورشیدی به نام بلدیه تأسیس شده که بعداً نام شهرداری به خود گرفته است. شهرداری کار خود را در ساختمانی در محل سرحمام شروع کرد و سپس به بازار شهر انتقال یافته و در سال ۱۳۰۷ در ساختمان خیابان مدرس (موزه فعلی) بنا شد. ساختمان جدید شهرداری در سال ۱۳۷۳ در محوطهٔ باغ ملی گشایش یافت.
میرزا محمدعلی‌خان روشن نخستین شهردار بابل بود که در سال ۱۳۱۳ منصوب شد، آخرین شهردار بابل در دوران پهلوی و نخستین شهردار بابل پس از انقلاب نیز به ترتیب عباس آمین و اسماعیل رضوانیان بودند.

### شورای شهر
شورای شهر بابل، با ترکیب ۹ نفره با رای مستقیم مردم شهر بابل انتخاب می‌شوند. این نهاد وظیفه تصمیم‌گیری در مورد امور مربوط به شهرداری بابل را داراست.

### شهرهای خواهرخوانده
با وجود اینکه در طی سال‌های گذشته خبرهایی مبنی بر خواهرخواندگی بابل با شهرهای دیگر مطرح شده است اما تاکنون بابل با هیچ شهری دارای پیوند خواهرخواندگی نیست.
شهرهای پیشنهادشده برای خواهرخواندگی با بابل:
- شیراز، ایران
- اصفهان، ایران
- کربلا، عراق
- سینترا، پرتغال[۱۱۶]

### نمایندگی وزارت امور خارجه
به جهت جایگاه پراهمیت شهر بابل (بارفروش) در شمال ایران به ویژه در دورهٔ قاجار، نمایندگی وزارت امور خارجه ایران در مازندران در بابل واقع بود. این نمایندگی با عنوان کارگزاری مهام خارجه مازندران فعالیت می‌کرد و رکن‌الوزاره و بدیع‌الممالک از جمله نمایندگان وزارت خارجه در بابل بودند.

### کنسولگری
| کشور/سازمان | نوع                                         | وضعیت                           |
| ----------- | ------------------------------------------- | ------------------------------- |
| شوروی       | کنسولگری                                    | غیرفعال                         |
| بریتانیا    | پیشنهاد انتصاب وکیل الدوله افتخاری بریتانیا | رد پیشنهاد توسط سفارت بریتانیا* |

- لویی رابینو نایب‌کنسول بریتانیا در رشت، به نمایندگی سیاسی بریتانیا در تهران پیشنهاد کرد که یکی از اتباع افغانستان موسوم به سید کاظم کرومی مشهور به کابلی را که از مدت‌ها پیش در بارفروش (بابل) ساکن بود، به منصب وکیل‌الدوله افتخاری بریتانیا در مازندران منصوب کند، اما نمایندگی سیاسی در تهران برای اجتناب از تحریک روسیه از پیشنهاد انتصاب وی استقبال نکرد.[۱۲۰]

### مدرسه روس‌ها
در اسناد ۹ آذر ۱۳۰۳ وزارت امور خارجه آمده است: «بنابر گزارش نظمیه بارفروش، به تازگی مدرسه روس‌ها در این شهر گشایش یافته و تاکنون نزدیک به ۱۵ شاگرد هم پذیرفته است». وزارت معارف در نامه‌ای به وزارت خارجه، تأسیس مدرسه توسط دولت شوروی در بارفروش را غیرقانونی خواند. کارگزاری مازندران در نامه به وزارت خارجه نوشت محلی برای مدرسه در بارفروش تعیین نموده‌اند و بعضی از اطفال ارامنه و روس‌ها هم به مدرسه می‌روند، ولی هنوز تابلو و موجبات آن را فراهم نکرده و رسمیت نداده‌اند.

### بانک ایران و روس
در تیر ماه ۱۳۰۳ وزارت امور خارجه به کارگزاری‌های بارفروش، مشهد و اصفهان اطلاع داد که دولت اجازه می‌دهد شعبه‌های بانک ایران و روس در این سه شهر تأسیس شود. این اطلاع در حالی صورت گرفت که دولت شوروی در این شهرها اقدامات اولیه خود را برای گشایش بانک ایران و روس انجام داده بود.

### تجارت‌خانه
| کشور/سازمان | نوع                                    | وضعیت   |
| ----------- | -------------------------------------- | ------- |
| روسیه       | تجارت‌خانه آی‌سی روزنبلوم                | غیرفعال |
| روسیه       | تجارت‌خانه ادم اوسر                     | غیرفعال |
| روسیه       | کارخانه پنبه پاک‌کنی پانیانس و باغدیانس | غیرفعال |

## ره‌آورد
مسافران در کنار بازدید از آثار تاریخی، فرهنگی و نقاط دیدنی و جنگل‌ها و مناظر زیبای طبیعی و سبزه زارهای این شهرستان، برای گذران اوقات فراغت، ره آوری را نیز از این شهرستان با خود به ارمغان ببرند:
- کشاورزی : انواع برنج (طارم و…)، مرکبات، انار جنگلی، ازگیل، صیفی جات، سبزیجات، کاهو و…[۱۲۶]
- غذاهای محلی و سنتی : شامی بابلی، آغوز نون، پشتِ زیک، پیسن گُندلهِ، رشته به رشته، شکر قرمز و…[۱۲۷]
- نان‌ها و شیرینی جات : شیرینی محلی، کلوچه‌ها، گز و مربا بهار نارنج و…
- نوشیدنی‌ها : شربت، عرق و چای بهار نارنج، عرق شلتوک و…
- ترشیجات : نازخاتون، بادمجان ترشی، سیر ترشی، هَفتِ بیجار، ترشی یارسی و…
- صنایع دستی : جارو، نمد، حصیربافی، گلیم، جاجیم، سبد، جوراب پشمی، پارچه (چوغا، باشلق، وازشمد) و…[۱۲۸]

شالی (خوشه برنج)
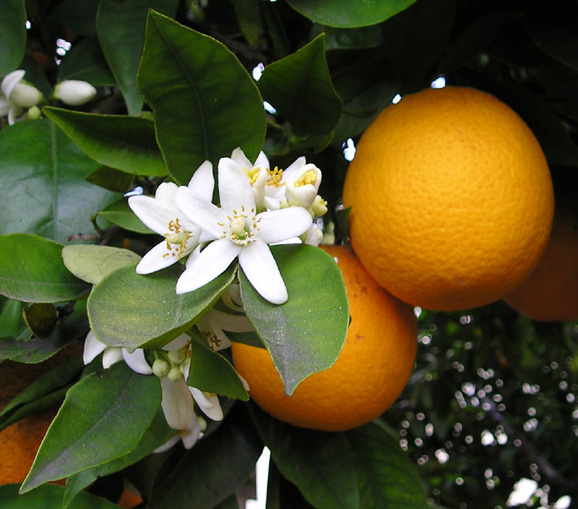
مرکبات
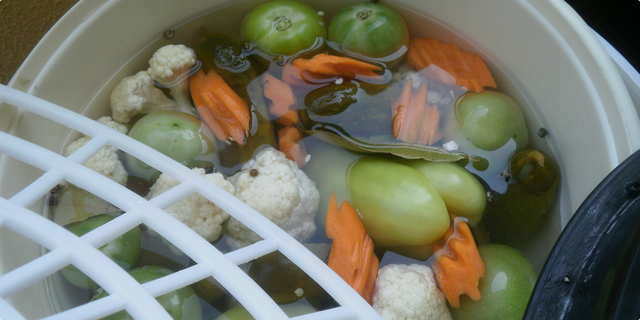
ترشیجات
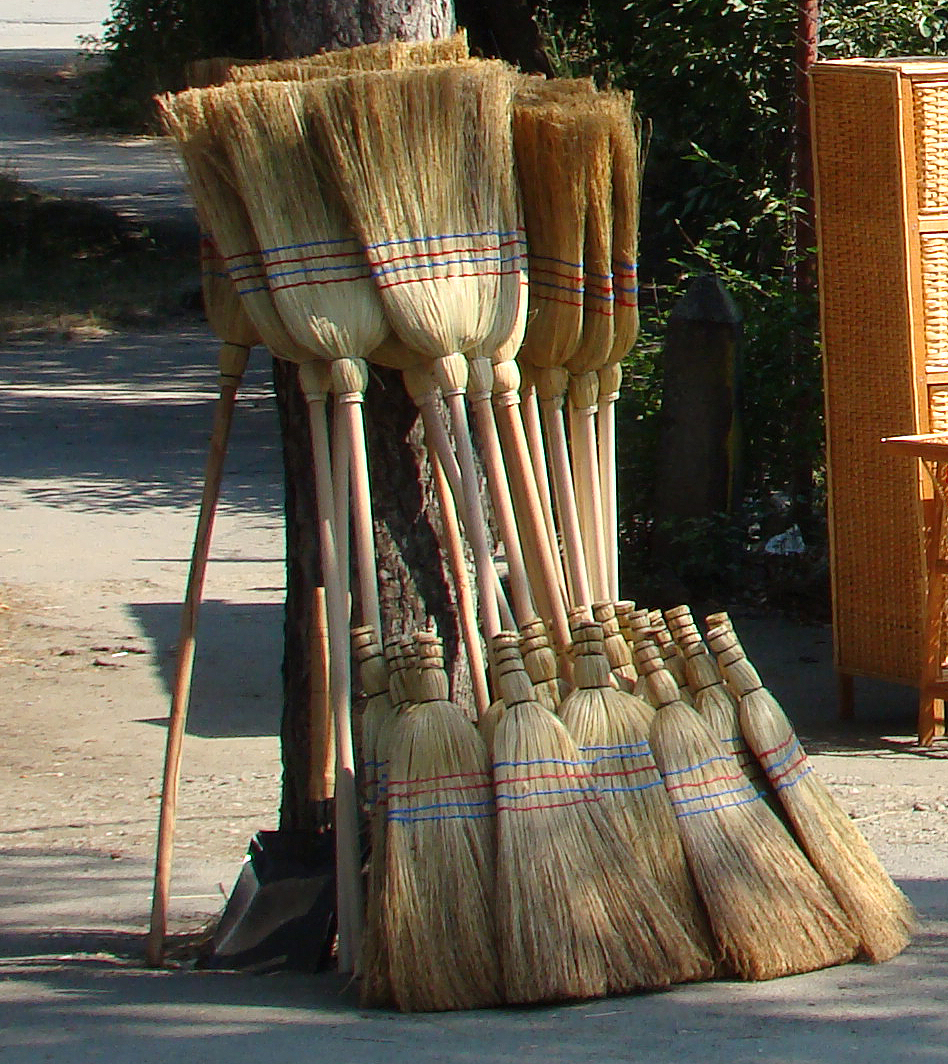
جارو دستی

## اقتصاد، صنعت و تجارت
در عصر قاجار شهر بارفروش، شهر عمده و مرکز بازرگانی مازندران بوده که ۳۱ کاروانسرا برای تجار و ۱۳ کاروانسرا برای کاروان‌ها داشت. قبل از انقلاب اکتبر روسیه، بابل از طریق بندر مشهدسر بابلسر فعلی با کشور روسیه ارتباط تجاری داشت.
بازار این شهر تا پیش از انقلاب مشروطه ۴۰۶ باب دکان داشت. جرج کرزن در سفرنامه اش با استناد به گزارش شخصی اروپایی که پیش از سال ۱۹۰۰م از شهر بارفروش گذر کرده می‌نویسد: «بارفروش شهری تجاری است که فرماندار آن نیز از بازرگانان است، تمام سکنه آن را بازرگانان، پیشه وران و منسوبان به ایشان و محلیان مرفه تشکیل می‌دادند، بازار وسیع این شهر یک میل طول دارد. بازار بارفروش از مهم‌ترین بازارها بود که بافتی ناخوشایند داشت، تاریک و بد بنا شده بود اما این شهر در این دوران نسبت به گذشته آبادتر شده و رشد یافته بود.» در این دوره بابل جزو شش شهر ایران بود که در آن بانک استقراضی تأسیس شد.
بانک سپه نیز در عصر پهلوی در شهر بابل مانند دیگر شهرهای ایران تأسیس گشت. دفتر اتاق بازرگانی نیز در این شهر در سال ۱۳۹۴ برقرار و افتتاح شد.
اسماعیل مهجوری در تاریخ مازندران از کارخانه قندسازی بارفروش در سبزه میدان سخن گفته و می‌نویسد که به دستور امیرکبیر، دو کارخانه شکرریزی در بارفروش و دیگری در ساری احداث شده بود.
کشاورزی و دامپروری با محوریت کاشت و برداشت برنج و خرید و فروش کالاهای مصرفی درآمد اصلی مردم این شهر است. میزان مشارکت مردم بابل در اشتغال‌های دولتی و محلی بالا است. از طرفی نیز ساخت و ساز گسترش شهر با مشارکت سرمایه‌گذار مطوب بوده است به شکلی که طی سه دهه اخیر، شهر بابل شاهد گسترش قابل توجه فضاهای ساخته شده بوده، به گونه ای که در بین شهرهای استان مازندران، پس از شهر ساری بیشترین میزان توسعه فیزیکی را داشته است.
در حال حاضر بابل دارای شش شهرک صنعتی مستقل با نام‌های شهرک صنعتی لاله آباد، شهرک صنعتی منصورکنده، شهرک صنعتی کاردیکلا، شهرک صنعتی بابل (بندپی)، شهرک صنعتی بابلکنار و شهرک صنعتی درون کلا می‌باشد که بزرگ‌ترین شهرک صنعتی بابلکنار نام دارد که دارای مساحت بالغ بر ۳۸/۵ هکتار است. چندین واحد تولیدی فعال و معتبر در شهرستان فعال است که کارخانه ایران خودروی مازندران از جمله این کارخانه‌ها است.

## مراکز مهم شهر

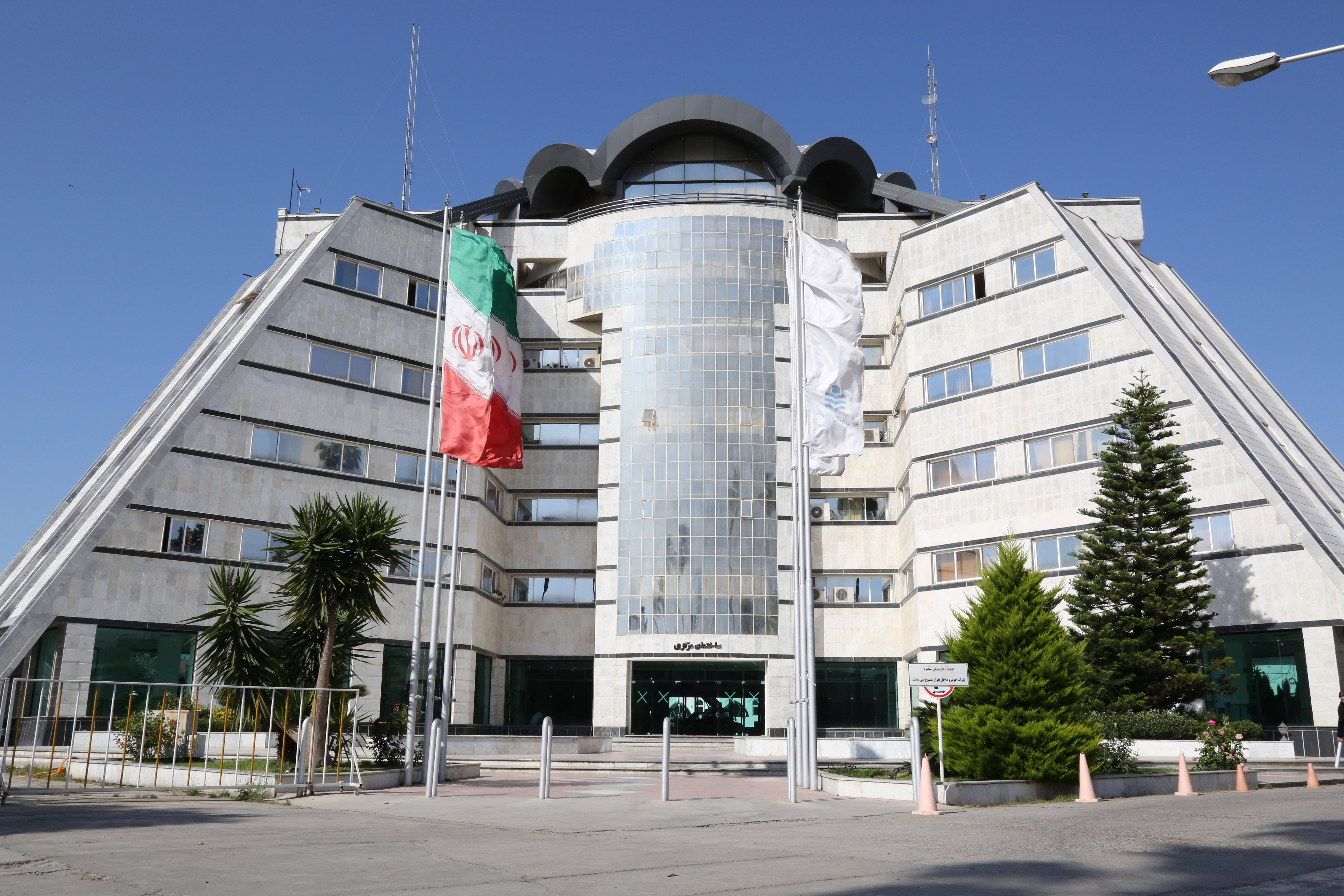
دانشگاه صنعتی نوشیروانی

### مراکز آموزش عالی
در حال حاضر مراکز فعال در بابل به شرح جدول زیر می‌باشند:
| ردیف | نام مرکز                                          | عنوان    | نوع          | وبگاه          |
| ---- | ------------------------------------------------- | -------- | ------------ | -------------- |
| ۱    | دانشگاه صنعتی نوشیروانی بابل                      | دانشگاه  | دولتی        |                |
| ۲    | دانشگاه علوم پزشکی بابل                           | دانشگاه  | دولتی        |                |
| ۳    | دانشگاه علوم و فنون مازندران                      | دانشگاه  | غیرانتفاعی   |                |
| ۴    | دانشگاه فرهنگیان مرکز آموزش عالی شهید رجایی بابل  | دانشگاه  | دولتی        |                |
| ۵    | دانشکده فنی امام صادق بابل                        | دانشکده  | دولتی        |                |
| ۶    | دانشگاه پیام نور مرکز بابل                        | دانشگاه  | پیام نور     |                |
| ۷    | دانشگاه پیام نور واحد بندپی                       | دانشگاه  | پیام نور     | [ پیوند مرده ] |
| ۸    | دانشگاه آزاد اسلامی- واحد بابل                    | دانشگاه  | آزاد         |                |
| ۹    | دانشگاه علمی و کاربردی واحد بابل                  | دانشگاه  | علمی کاربردی |                |
| ۱۰   | مرکز آموزش علمی و کاربردی فرهنگ و هنر واحد ۴ بابل | مؤسسه    | علمی کاربردی |                |
| ۱۱   | مرکز آموزش علمی و کاربردی جهاد دانشگاهی بابل      | مؤسسه    | علمی کاربردی |                |
| ۱۲   | مرکز آموزش علمی و کاربردی بندپی غربی              | مؤسسه    | علمی کاربردی |                |
| ۱۳   | مؤسسه آموزش عالی صنعتی مازندران                   | مؤسسه    | غیرانتفاعی   |                |
| ۱۴   | مؤسسه آموزش عالی علوم و فناوری آریان              | مؤسسه    | غیرانتفاعی   |                |
| ۱۵   | مؤسسه آموزش عالی طبری                             | مؤسسه    | غیرانتفاعی   |                |
| ۱۶   | مؤسسه آموزش عالی راه دانش                         | مؤسسه    | غیرانتفاعی   |                |
| ۱۷   | آموزشکده فنی و حرفه‌ای سما واحد بابل               | آموزشکده | آزاد         | [ پیوند مرده ] |
| ۱۸   | آموزشکده فنی و حرفه‌ای الزهرا واحد بابل            | آموزشکده | دولتی        |                |

### مراکز درمانی و بیمارستان‌ها
- بیمارستان روحانی (بلوار کشاورز) «تارنما مرکز»
- بیمارستان شهید بهشتی (خیابان سرگرد قاسمی) «تارنما مرکز»
- بیمارستان شهید یحیی‌نژاد (خیابان مصطفی خمینی) «تارنما مرکز»
- بیمارستان کودکان شفیع‌زاده (امیرکلا، خیابان امام) «تارنما مرکز»
- بیمارستان فوق تخصصی بابل‌کلینیک (خیابان سید جمال الدین اسدآبادی) «تارنما مرکز»
- بیمارستان فوق تخصصی چشم‌پزشکی میناگر (بلوار کشاورز)
- بیمارستان فوق تخصصی مهرگان (بلوار شهید بهشتی) «تارنما مرکز»
- بیمارستان باروری و ناباروری فاطمه الزهرا (بلوار نوشیروانی) «تارنما مرکز»
- بیمارستان ۱۷ شهریور (مرزی‌کلا) [[۱۳۵]]
- بیمارستان دیالیز طاهره وایگانی (بلوار کشاورز، خیابان مدافعان سلامت)
- بیمارستان و کلینیک‌های تخصصی دندانپزشکی مادر (بلوار کشاورز، خیابان مدافعان سلامت) «تارنما مرکز»
- بیمارستان در دست ساخت بندپی (شهر گلیا)
- بیمارستان در دست ساخت دارالشفا (خیابان دارالشفا)
- مرکز جامع سرطان (در دست ساخت) (ضلع غربی بیمارستان یحیی‌نژاد)
- کلینیک تخصصی و فوق تخصصی امید (بلوار کشاورز، خیابان مدافعان سلامت) «تارنما مرکز»
- کلینیک تخصصی و فوق تخصصی امید خوش‌رودپی (خوش‌رودپی)
- مرکز جراحی ولی عصر (خیابان شریعتی)
- مرکز جراحی سینا (بلوار طبرسی)

#### بیمارستان تخریب شده
- بیمارستان مازیار (خیابان مدرس، جنب مخابرات استان)

### مراکز اقامتی
- هتل مرجان: (دو ستاره A)، میدان کشوری
- هتل رضا: (یک ستاره T)، میدان پروفسور کتابچی
- هتل نگین: (یک ستاره)، مرزی‌کلا
- هتل آپارتمان طبرستان: (یک ستاره)، امیرکلا
- هتل آپارتمان پارسیان: (یک ستاره)، امیرکلا
- مهمانپذیر بهار نو: میدان پروفسور کتابچی
- مهمانپذیر پاپلی: چهارراه شهدا

### مراکز خرید و بازارها

#### بازار پوشاک
- مجتمع تجاری شهریار (خیابان نیما)
- مجتمع تجاری پلازا (خیابان مدرس)
- مجتمع تجاری عطر زیستان (خیابان سعیدی)
- مجتمع تجاری شهروند (بلوار ولیعصر)
- مجتمع تجاری الماس شرق (بلوار ولیعصر)
- مجتمع تجاری زیتون (چهارراه فرهنگ)
- مجتمع تجاری یاس (خیابان مدرس)
- مجتمع نیکان (خیابان شهید مطهری)
- سیتی سنتر (بلوار نوشیروانی)
- پاساژ بزرگ بابل (خیابان مدرس)
- پاساژ آبادیان (بلوار طالقانی)
- پاساژ امیر (بلوار طالقانی)
- مجتمع تجاری و تفریحی شهرداری بابل (بلوار ساحلی) [در دست ساخت]

#### میوه و تره بار
- میدان بار امام (بلوار امام رضا)
- بازار روز نوشیروانی (بلوار نوشیروانی)
- بازار روز رضوان (خیابان امام)
- بازار روز امام رضا (حیدرکلا)
- بازار روز مسجد جامع (خیابان بازار، مسجد جامع)
- بازار روز امام حسین (میدان امام حسین)

#### بازار ماهی
- بازار ماهی فروشان نوشیروانی (بلوار نوشیروانی)
- بازار ماهی فروشان امام رضا (بلوار امام رضا)

## ترابری

### فرودگاه

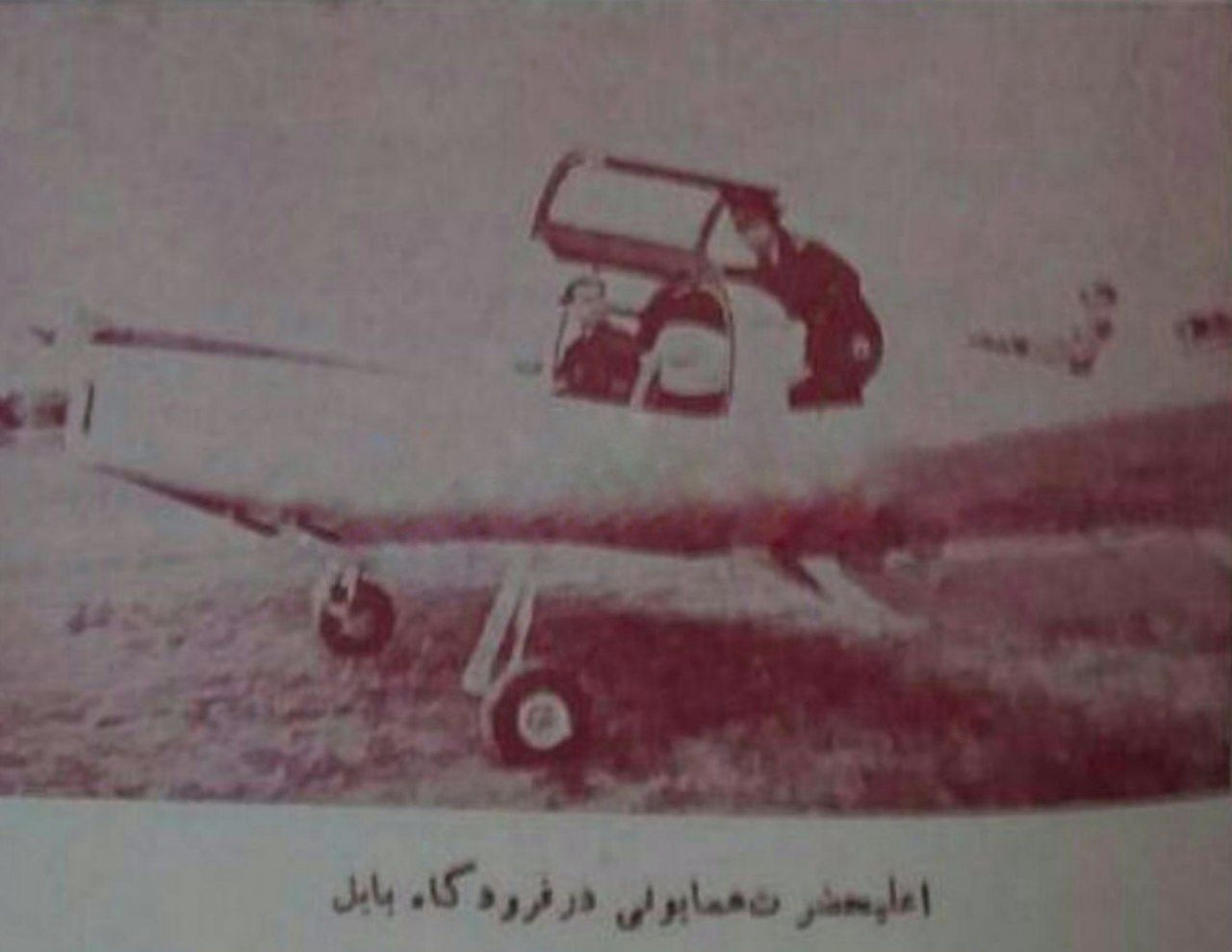
محمدرضا شاه پهلوی در فرودگاه بابل (بابلسر) ۱۳۲۷

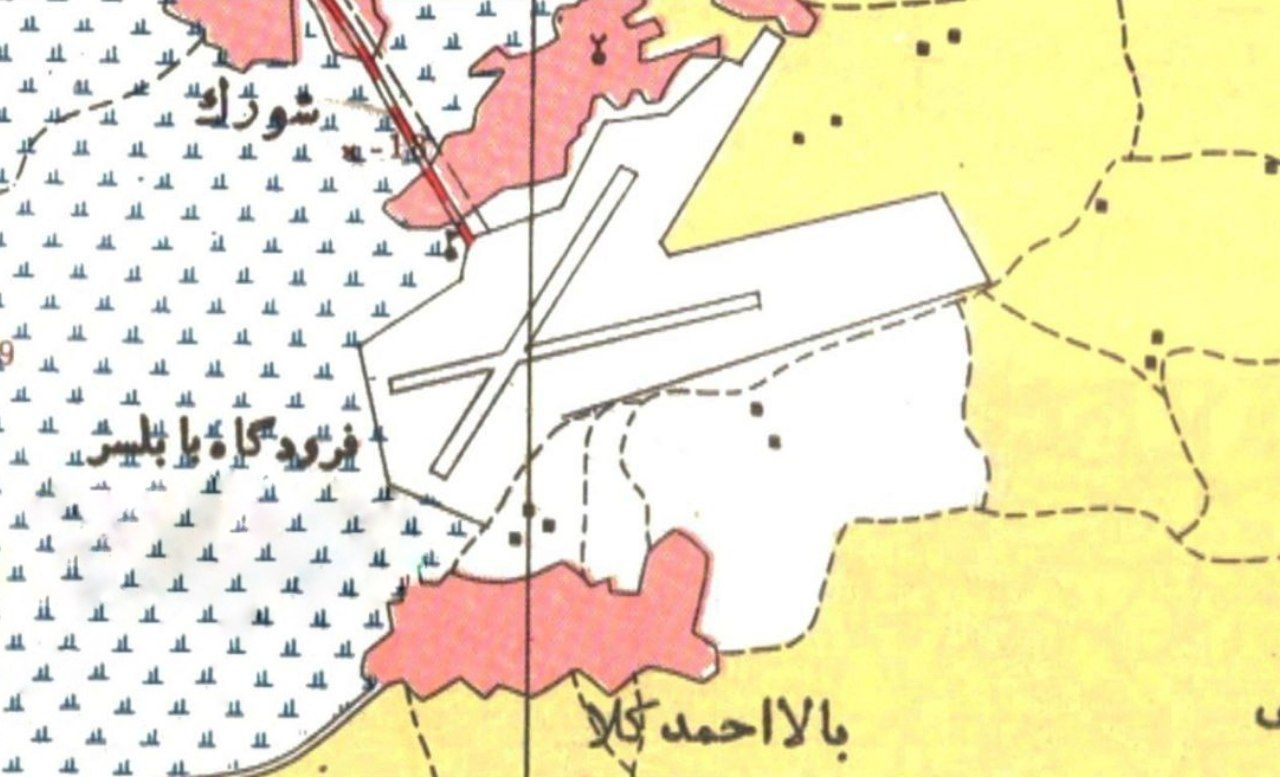
موقعیت فرودگاه بابلسر در نقشه سال ۱۳۵۵

فرودگاه بابل که بعدها به فرودگاه بابلسر شناخته شد، یکی از قدیمی‌ترین فرودگاه‌های کشور با کد BBL در انجمن بین‌المللی حمل و نقل هوایی (یاتا) و کد OINB در سازمان هوانوردی غیرنظامی بین‌المللی (ایکائو) است. که در سال ۱۳۱۸ روی زمینی به مساحت ۱۰۰ هکتار و با دو باند خاکی متقاطع راه‌اندازی شد. این زمین که در میان دو روستای بابا احمدکلا و پایین احمدکلا در فاصلهٔ ۲٫۵ کیلومتری جنوب شرق بابلسر و فاصلهٔ هوایی ۴ کیلومتری شمال کمربندی امیرکلا بابل واقع است، دهه‌هاست به یک زمین متروکه تبدیل شده و هیچ آثاری از فرودگاه در آن دیده نمی‌شود.
این فرودگاه در ابتدا به عنوان پایگاهی برای هواپیماهای آموزشی، خدمات پستی، سمپاشی زمین‌های کشاورزی و خدماتی استفاده می‌شد. از دههٔ ۴۰ پروازهای دو روز در هفته از تهران به بابلسر توسط شرکت هواپیمایی ایران در باند خاکی آن برقرار شد و بنا بود ساختمان فرودگاه و تجهیزات فرودگاهی و ناوبری فرودگاه بابلسر به همراه چند شهر دیگر در برنامه پنجم عمرانی کشور (۱۳۵۶–۱۳۵۲) ساخته، نصب و راه‌اندازی شود، اما این طرح به انجام نرسید و ساخت و تجهیز فرودگاه به فراموشی سپرده شد.
زمین این فرودگاه، سال‌هاست برای تأمین مسکن کادر نیروی هوایی در اختیار تعاون مسکن نیروی هوایی ارتش قرار گرفته است و تلاش‌های نمایندگان مردم بابل و بابلسر برای بازگشایی دوبارهٔ این فرودگاه تاکنون بی‌نتیجه مانده است.

### راه‌آهن
بابل به راه‌آهن ارتباط ندارد ولی در فاصله ۱۵ کیلومتری راه‌آهن قائم‌شهر قرار گرفته است. البته بزودی طرح راه‌آهن ساری - رشت که در دست مطالعات است، به طول بیش از ۲۰۰ کیلومتر می‌باشد، با اجرایی شدن آن نقش مفیدی در توسعه گردشگری خواهد داشت، نه تنها غرب و مرکز مازندران را به یکدیگر متصل می‌کند، بلکه کریدور ترانزیتی مناسبی برای بندر نوشهر می‌گردد، از طرفی امکان سفر آسان‌تر مشهد برای غربی نشینان مازندران فراهم می‌کند. براساس این طرح شهرهای بابل، آمل، چمستان، نور، رویان، نوشهر و چالوس صاحب خط راه‌آهن می‌شوند.

### مونوریل
به گزارش روابط عمومی استانداری مازندران، در ۶ دی ۱۴۰۰ سیدمحمود حسینی پور در نشستی با متخصصین حوزه منوریل با اظهار این که منوریل تأثیر زیادی در تسهیل ترافیک استان دارد، افزود: برای وارد شدن این پروژه به فاز اجرایی نیاز است که یک شرکت بین‌المللی مجری در این حوزه باحضور در مازندران، جنبه‌های مختلف این طرح را بررسی و پایش کند.
وی با بیان اینکه بخش عمده ادارات و نهادهای دولتی در شهرهای مرکزی استان قرار دارد، گفت: فاز اول این طرح در شهرهای ساری، بابل، قائمشهر و آمل و فاز دوم در شهرهای غربی استان اجرایی می‌شود.
نماینده عالی دولت در مازندران با اشاره به ظرفیت‌های مهم گردشگری و اقتصادی در استان، تأکید کرد: احداث منو ریل منجر به تسهیل فعالیت‌های اقتصادی و سرمایه‌گذاری در استان می‌شود و این مهم؛ رونق و توسعه مازندران را به دنبال دارد.

### پایانه‌های مسافربری
بابل دارای سه پایانه مسافربری می‌باشد.
- پایانه غرب: این ترمینال در غرب بابل و در موزیرج واقع شده است. این پروژه در سال ۱۳۷۲ در زمینی به مساحت ۱۲ هکتار به تصویب رسید که بعد از تملک و آزادسازی حدود چهار هکتار احداث شد. عملیات اجرایی ترمینال غرب بابل دی ماه ۱۳۹۰ افتتاح و به بهره‌برداری رسید. در طرح توسعه پایانه غرب، وسعت این پایانه به ۱۲ هکتار خواهد رسید. سرویس‌دهی این پایانه به تمام نقاط کشوراست.[۱۴۱]
- پایانه شرق: این پایانه در شرق بابل و در بلوار امام رضا واقع شده که دارای مساحتی معادل یک هکتار می‌باشد. سرویس‌دهی این پایانه درون استانی بوده و به مینی‌بوس و سواری اختصاص دارد.
- پایانه جنوب: این پایانه در بلوار نوشیروانی واقع شده و دارای مساحتی معادل یک هکتار است. سرویس‌دهی این پایانه درون شهرستانی بوده که مسافران را از طریق مینی‌بوس به شهرها و روستاهای تابعه بابل و حومه منتقل می‌کند.

### فاصلهٔ بابل با شهرهای ایران
فاصله بابل با شهرهای ایران به شرح زیر است(فاصله بر حسب کیلومتر است).
| بابلسر   | ۸   | قائم‌شهر | ۱۲   | آمل      | ۲۳   |
| ساری     | ۳۲  | کیاکلا  | ۱۲   | شیرگاه   | ۳۴   |
| گرگان    | ۱۶۷ | چالوس   | ۱۲۲  | رامسر    | ۲۰۱  |
| رشت      | ۳۱۵ | تهران   | ۱۷۸  | مشهد     | ۷۳۹  |
| اصفهان   | ۶۲۵ | تبریز   | ۸۲۶  | شیراز    | ۱۰۲۳ |
| کرج      | ۲۵۰ | اهواز   | ۱۰۰۰ | بندرعباس | ۱۴۲۰ |
| کرمانشاه | ۷۰۶ | ارومیه  | ۹۷۳  | همدان    | ۵۳۵  |
| یزد      | ۷۶۷ | کرمان   | ۱۱۳۰ | زاهدان   | ۱۴۶۰ |

## آرامستان‌ها
- آرامستان معتمدی: (از موقوفات معتمدی است واقع در خاور- بلوار ولیعصر-خیابان تربیت معلم)
- آرامستان گِله محله: (واقع در باختر- بلوار جانبازان-خیابان گِله محله)
- آرامستان سید ذکریا: (واقع در جنوب- خیابان شهید صالحی)
- آرامستان سیدخدیجه خانم: (واقع در جنوب- خیابان شهید صالحی- روستای تنهاکلا)
- آرامستان درویش فخرالدین: (واقع در باختر- موزیرج)
- آرامستان کتی: (واقع در خاور- بلوار امام رضا)
- آرامستان کیجاتکیه: (واقع در شمال- بلوار جانبازان- کیجاتکیه)
- آرامستان کمانگر: (واقع در جنوب- بلوار کشاورز-کمانگر)